# Popevka tedna na Valu 202
Izbor za domačo in tujo popevko tedna na Valu 202 poteka ob petkih. Poslušalci izbirajo med 3 domačimi in 3 tujimi predlogi, za katere glasujejo v spletni anketi in po telefonu, pri čemer ima večjo težo telefonsko glasovanje (zmagovalec spletnega glasovanja prejme 5 točk, drugouvrščeni 3, tretjeuvrščeni pa 1 točko, medtem ko pri telefonskem glasovanju šteje vsak glas posebej). Zmagovalni popevki tedna se v prihodnjem tednu zavrtita dvakrat dnevno (ob 9.35 in 16.35). Predloge izbira Andrej Karoli.

### Pred septembrom 2011
Praviloma zmagovalne popevke (sicer pa vsaj predlogi).
| Izvajalec             | Popevka tedna                                                    | Vir           |
| --------------------- | ---------------------------------------------------------------- | ------------- |
| Adam                  | Odnosi med srečnimi                                              | [ 1 ]         |
| Age of Ants           |                                                                  | [ 2 ]         |
| Anavrin               | Pri filozofiji, Kot 2 otoka                                      | [ 3 ]         |
| Backstage             | Misel nate, Dougcajt, Nov dan, nov svet, Kadar v mojih mislih si | [ 4 ]         |
| BHC                   | Manifest                                                         | [ 5 ]         |
| Big Addiction         | Odhajam od doma (ft. Zlatko), Morfij                             |               |
| Billysi               | Ljubljana, Insomnia                                              |               |
| Blu.Sine              | Začetki                                                          | [ 6 ]         |
| Dan D                 | Le naprej                                                        | [ 7 ]         |
| Day Out               | Y veter, Nebo nad Bagdadom                                       | [ 8 ] [ 9 ]   |
| Division              | Jokala sem                                                       | [ 10 ]        |
| Eskobars              | Cosmo Blues                                                      | [ 11 ]        |
| Eva Moškon & Črnobelo | Ljubim se                                                        | [ 12 ]        |
| Firefly               | Lalalai                                                          | [ 13 ]        |
| Gal Gjurin            | Sedemnajst                                                       | [ 14 ]        |
| Grimmski              |                                                                  | [ 15 ]        |
| Gutti                 | This Love, Oceanlikes                                            | [ 16 ]        |
| Hiša                  | Ledene ceste                                                     | [ 17 ]        |
| Interceptor           | Uničimo tabuje (ft. Deja Mušič)                                  | [ 18 ]        |
| Jacuzzy Krall         | Čeveljaza (s Sausages), Roke gor                                 | [ 19 ]        |
| Jadranka Juras        | Ko bi le vedel (dec 05)                                          | [ 20 ]        |
| Lara-B                | Večno                                                            | [ 21 ]        |
| Liquf                 | Krila, Iluzija                                                   | [ 22 ] [ 23 ] |
| Marzla Vada           | Popoln umor                                                      | [ 24 ]        |
| Mestni postopači      | Ne živi za naprej, Le mladost, Vsi mi govorijo                   | [ 25 ]        |
| Metalsteel            | Spomin                                                           | [ 26 ]        |
| Milan Kamnik          | Ibržnik                                                          | [ 27 ]        |
| Niet                  | Dekle izza zamreženega okna                                      | [ 28 ]        |
| N'Toko                | Zig Zig                                                          | [ 29 ]        |
| Puppetz               | V meni                                                           | [ 30 ]        |
| RattleSnake           | Ogenj al' led                                                    | [ 31 ]        |
| Requiem               | Ogenj                                                            |               |
| Rok'n'Band            | Afrika Rusija                                                    | [ 32 ]        |
| Skalp                 | Vrtičkar, Metka Baletka, 100 pijanih idej                        | [ 33 ]        |
| The Tide              | Decline                                                          | [ 34 ]        |
| The Toronto Drug Bust | If You Were Mine                                                 | [ 11 ]        |
| Toxic Heart           | Ride Your Life                                                   | [ 35 ]        |
| Tulio Furlanič        | Nocoj joče neko srce                                             | [ 36 ]        |
| Ultra                 | Dan za dva, Višje                                                | [ 25 ]        |
| Zgrešeni primeri      | Razlike                                                          | [ 37 ]        |

| Datum        | Domača                     | Tuja                                             |
| ------------ | -------------------------- | ------------------------------------------------ |
| 20. 08. 2010 | Papir Pero Lovšin Heavenix | Smashing Pumkins Die Fantastischen 4 Linkin Park |

### 2011
Kjer je do maja 2015 navedena samo ena skladba (namesto treh), gre za zmagovalno popevko. Kjer so navedeni vsi trije kandidati (oz. vsaj dva), je zmagovalna popevka v krepkem.
| Datum   | Domača                                                                                        | Tuja |
| ------- | --------------------------------------------------------------------------------------------- | --- |
| 26. 08. | Uboga gmajna – Cancel                                                                         | Arlandria – Foo Fighters                                                                                          |
| 23. 09. | V vagonu raztrganih duš – Res Nullius Kronika betona – Mirko Oda revežu – Buldogi             | Suck It And See – Arctic Monkeys Body And Soul – Tony Bennett ft. Amy Winehouse La Notte Dei Desideri – Jovanotti |
| 07. 10. | Hands – Moveknowledgement Na drugem bregu – Bohem Možgani na paši – Nula Kelvina              | Why I Love You – Jay Z & Kanye West You Need Me, I Don't Need You – Ed Sheeran These Days – Foo Fighters          |
| 14. 10. | Klovn – Flirrt ft. Tinkara Hoću, neću – Gušti Dež – Hiša                                      | Moves Like Jagger – Maroon 5 ft. Christina Aguilera It Will Rain – Bruno Mars We Found Love – Rihanna             |
| 21. 10. | Greva – Nataša VT Najin ples – Neisha & Tokac Pozabil sem – Bataljon                          | This Is The Day – Manic Street Preachers La differenza tra me e te – Tiziano Ferro My Home – Nneka                |
| 28. 10. | Pride tak dan – Lea Likar Poj mi pesem – Vlado Kreslin A vid'š, da me ni – Mitja & Murat      | Rumour Has It – Adele Monarchy Of Roses – Red Hot Chili Peppers Video Games – Lana Del Rey                        |
| 04. 11. | Pojdi stran – Corvus Ko obrneš novo stran – Gal Gjurin Strah – Notterdam                      | Wherever You Will Go – Charlene Soraia Benvenuto – Laura Pausini We All Go Back To Where We Belong – R.E.M.       |
| 11. 11. | Generacija Y – Puppetz Rit pa srajca – L.S.D. Da sanjal bi njo – Stereotipi                   | Tomorrow – The Cranberries Like Smoke – Amy Winehouse ft. NAS 1996 – The Wombats                                  |
| 18. 11. | Ready To Go – The Tide Trbowska – Red Five Point Star Ostani – Andraž Hribar                  | Re-wired – Kasabian Le Fee – Zaz Call It What You Want – Foster The People                                        |
| 25. 11. | Revolucija? Pa dež je napovedan – Lei'yh Travnik in drevo – Gorazd Lampe Mesto Duhov – Bojler | Lonely Boy – The Black Keys Inevitabile – Giorgia ft. Eros Ramazzotti Wetsuit – The Vaccines                      |
| 02. 12. | Iskrice – Bilbi                                                                               | Show Me The Place – Leonard Cohen                                                                                 |
| 09. 12. | Samo ti – Sara Kobold                                                                         | Cold December – Michael Buble                                                                                     |
| 16. 12. | Drobni biseri – Katrinas                                                                      | Our Day Will Come – Amy Winehouse                                                                                 |
| 23. 12. | Kakšno sonce, kakšen dan – Panda Ta čas – Maja Keuc Plamen – Siti hlapci                      | Nothing's Real But Love – Rebecca Fergusson Hurt – Leona Lewis Cannonball – Little Mix                            |
| 30. 12. | Electric Manland – Moveknowledgement Kje si lubi – Manouche Prekletih bazar – Res Nullius     | Someone like you – Adele Moves Like Jagger – Maroon 5 ft. Christina Aguilera Girl from Ipanema – Amy Winehouse    |

### 2012
| #   | Datum   | Domača | Tuja |
| --- | ------- | --- | --- |
| 1.  | 06. 01. | Moj ša la la – Bališ Smaal Tokka za precednika – Small Tokk & Nula Kelvina Romanje – Tabu & Andrej Šifrer       | Lego House – Ed Sheeran Somebody That I Used To Know – Gotye & Kimbra Home Again – Michael Kiwanuka                                    |
| 2.  | 13. 01. | Ibo – Avven Naše leto, naš glas – Zlatko Strah – Notterdam                                                      | Black Treacle – Arctic Monkeys The Wolf Is Getting Married – Sinead O'Connor The Daily Mail – Radiohead                                |
| 3.  | 20. 01. | Če bi – Balladero Kaj naj naredim – Sell Out Včasih grem – Vulture and the Guru                                 | Darkness – Leonard Cohen My Valentine – Paul McCartney Tattoo – Van Halen                                                              |
| 4.  | 27. 01. | Screaming in Silence – Katarina Juvančič & Dejan Lapanja Krvavi kolaž – Res Nullius Ne najdem več besed – Dasha | Born To Die – Lana Del Rey Look Around – Red Hot Chili Peppers Towers – Bon Iver                                                       |
| 5.  | 03. 02. | S.P. Blues – Muškat Hamburg Balada – Katja Koren Svet je moj – Zen                                              | Melancholy Sky – Goldfrapp Love Interruption – Jack White Pelican – The Maccabees                                                      |
| 6.  | 10. 02. | Vzemi me – Neisha 1000 mest – Coma Stereo Parfum – Omar Naber                                                   | Give Me All Your Luvin' – Madonna ft. Nicki Minaj & M.I.A. We Take Care Of Our Own – Bruce Springsteen Titanium – David Guetta ft. Sia |
| 7.  | 17. 02. | Najin dan – Flirrt Jst bom tle – Maya Potnik – Eskobars                                                         | Drunk – Ed Sheeran Gold On The Ceiling – The Black Keys In The End – Snow Patrol                                                       |
| 8.  | 24. 02. | Krik izpod mrzlih odej – Skalp Tam na koncu drevoreda – Vlado Kreslin Hotel Grm repete 12 – Orlek               | Part Of Me – Katy Perry After Midnight – Blink 182 Will You Still Love Me Tomorrow – Amy Winehouse                                     |
| 9.  | 02. 03. | Once Again – Trash Candy Brez obžalovanj – MI2 Kar je moje – Blu.Sine                                           | Blackout – Anna Calvi Blue Jeans – Lana Del Rey Sister Heroine – Beth Hart ft. Slash                                                   |
| 10. | 09. 03. | N'toko ne obstaja – N'toko                                                                                      | R U Mine – Arctic Monkeys |
| 11. | 16. 03. | Blizu – E.V.A.                                                                                                  | Don't Stop (Color On The Walls) – Foster The People                                                                                    |
| 12. | 23. 03. | Najina mala skrivnost – Equinoxes                                                                               | Madonna |
| 13. | 30. 03. | Metulji – Pliš                                                                                                  | Dream On – Noel Gallagher’s High Flying Birds                                                                                          |
| 14. | 06. 04. | Knjiga obrazov – Gal Gjurin Morda – Panda Nov nor čas – Heavenix                                                | Bridge Burning – Foo Fighters Endless Love – Lionel Richie & Shania Twain Not Supposed To Sing The Blues – Europe                      |
| 15. | 13. 04. | Poslušaj – Avtomobili Get to know me – LeeLoojamais Čarovnija – Peter Lovšin & Španski Borci                    | Ill Manors – Plan B Never Let Me Go – Florence & The Machine You're a lie – Slash ft. Myles Kennedy & The Conspirators                 |
| 16. | 20. 04. | Senca – Tinkara Kovač Čudež − Papir ?                                                                           | Live To Rise – Soundgarden |
| 17. | 27. 04. | Zadnji poljub – Nude Sam – Trkaj ft. Jadranka Juras Dirka za notranji mir – BO!                                 | Jackson – Florence & The Machine ft. Josh Homme Hit Or Miss – Tom Jones Trouble Town – Jake Bugg                                       |
| 18. | 04. 05. | Način – Papir ft. Boštjan Gombač in Maja Keuc Tistega dne – Hiša Delejmo Watrwake – Smaal Tokk & Nula Kelvina   | Sixteen Saltines – Jack White Princess Of China – Coldplay ft. Rihanna Dead And Gone – The Black Keys                                  |
| 19. | 18. 05. | Oprosti mi – Elefant                                                                                            | Rocky Ground – Bruce Springsteen |
| 20. | 25. 05. | Nisem še vrgel – Nula Kelvina Tvoje moje – Muff Bombon – Katarina Mala                                          | Guardian – Alanis Morissette Varud – Sigur Ros Perfect World – Gossip                                                                  |
| 21. | 01. 06. | Niti en dan – Flamie Kaj naj – Emkej & Polona Več od lajfa – Zlatko                                             | Timebomb – Kylie Minogue Legendary Child – Aerosmith Wide Awake – Katy Perry                                                           |
| 22. | 08. 06. | Telstar – Severa in Gal Gjurin                                                                                  | Euphoria – Loreen |
| 23. | 15. 06. | Od višine se zvrti – Martin Krpan Led s severa – Big Foot Mama Samo edini – Siddharta                           | Bohemian Rhapsody – Queen Like A Prayer – Madonna Sweet Child O' Mine – Guns'n'Roses                                                   |
| 24. | 22. 06. | Riot Act – Tide Kako si kaj? – Katja Koren Rock'n'roll – Res Nullius                                            | Big Bright World – Garbage Disconnected – Keane Spectrum – Florence & The Machine                                                      |
| 25. | 29. 06. | Never Ever – Can of Bees Tako lepo mi je – Maja Keuc Bag Full Of Weed – Bro                                     | No Church In The Wild – Kanye West & Jay-Z Call Me Maybe – Carly Rae Jepsen Only The Horses – Scissor Sisters                          |
| 26. | 06. 07. | Elektrošok – Lei'yh                                                                                             | White Light – George Michael |
| 27. | 13. 07. | Napaka – Ultra                                                                                                  | Runaways – The Killers |
| 28. | 20. 07. | Poišči me srečno – Demetra Malalan                                                                              | Survival – Muse |
| 29. | 27. 07. | One Love – Emkej ft. Polona There Will Be Boys – Katja Šulc Stereotipi – Trkaj ft. Adam                         | Blow Me (One Last Kiss) – Pink Winner – Pet Shop Boys New Day – Alicia Keys                                                            |
| 30. | 03. 08. | Pingvin – Društvo mrtvih pesnikov Te čakam – In & Out Vidim ti v očeh – Eskobars                                | Hurts Like Heaven – Coldplay Whistle – Flo Rida Settle Down – No Doubt                                                                 |
| 31. | 10. 08. | Smisel – Anja Baš                                                                                               | Come Together – Arctic Monkeys |
| 32. | 17. 08. | Immitation of Life – Siddharta                                                                                  | Brendan's Death Song – Red Hot Chilli Peppers                                                                                          |
| 33. | 24. 08. | Losing My Religion – Elvis Jackson Texarcana – Vlado Kreslin & Bambi Molesters Drive – Polona Kasal             | Wish You Were Here – Ed Sheeran, Richard Jones, Nick Mason & Mike Rutheford                                                            |
| 34. | 31. 08. | March Of The Finest – Werefox Tam na koncu drevoreda – Vlado Kreslin Kratko ampak sladko – Pastichon            | That Girl – The Noisettes Madness – Muse Little Talks – Of Monsters And Men                                                            |
| 35. | 07. 09. | Moja dežela – Jernej Zoran & Janez Lamovšek Hudič – Zoran Predin & Coverlover Škripnu lep – Nula Kelvina        | Little Black Submarines – The Black Keys Teenage Icon – The Vaccines Lover Alot – Aerosmith                                            |
| 36. | 14. 09. | Dragi – Nana Milčinski Kaj si hotel – Avtomobili Med postajami – Melodrom                                       | I'm Shakin' – Jack White We Are Never Getting Back Together – Taylor Swift Under the Westway – Blur                                    |
| 37. | 21. 09. | Nova revolucija – Red Five Point Star                                                                           | I Gotsta Get Paid – ZZ Top |
| 38. | 28. 09. | The Ascent Of A Man – The Tide Užitek na Replay – Big Foot Mama Grem – Drago Mislej Mef & NOB                   | Ride – Lana Del Rey When A Blind Man Cries – Metallica Flower – Kylie Minogue                                                          |
| 39. | 05. 10. | Kamn – Dan D Skrivnost – Nikka Moje oči – Neon Spektra                                                          | Diamonds – Rihanna Anna Sun – Walk the Moon Night Light – Jessie Ware                                                                  |
| 40. | 12. 10. | Kako si kaj? – Katja Koren Believe – Tide Kdo miži – T.M.S. Crew                                                | Don't You Worry Child – Swedish House Mafia ft. John Martin Skyfall – Adele Miss Atomic Bomb – The Killers                             |
| 41. | 19. 10. | Bogatun – Niet Remember – Trash Candy Vse ti dam – Jernej Zoran                                                 | Doom and Gloom – The Rolling Stones Looking Hot – No Doubt Rock & Roll Love Affair – Prince                                            |
| 42. | 26. 10. | Še malo – Rudi Bučar                                                                                            | Hurts Like Heaven – Coldplay |
| 43. | 02. 11. | Superfajn – Manouche Lion's Throat – Barely Modern Kar ti pripada – Mast                                        | Girl on Fire – Alicia Keys Un angelo disteso al sole – Eros Ramazzotti Mountain Sound – Of Monsters And Men                            |
| 44. | 09. 11. | Popolno – Flirrt                                                                                                | Lover of the Light – Mumford & Sons |
| 45. | 16. 11. | Nothing Special – DaJohn & Hamo                                                                                 | The Sunset Sleeps – Red Hot Chilli Peppers                                                                                             |
| 46. | 23. 11. | Moj krog – T.M.S. Crew                                                                                          | Locked Out Of Heaven – Bruno Mars |
| 47. | 30. 11. | Zaljubi se v življenje – Nana Milčinski                                                                         | What Could Have Been Love – Aerosmith                                                                                                  |
| 48. | 07. 12. | Recidiv – The Drinkers                                                                                          | I Feel It In My Bones – The Killers |
| 49. | 14. 12. | Ko tvoja sem še bila – Bilbi                                                                                    | Brand New Me – Alicia Keys |
| 50. | 21. 12. | Nisem kriv II. – Gal Gjurin Nisva sama – Electrix Kostanjeva mandolina – Kosta                                  | Missing You – Green Day One Day/Reckoning Song – Asafa Avidana Breezeblocks – Alt-J                                                    |
| 51. | 28. 12. | Miren – Melanholiki                                                                                             | Babel – Mumford & Sons |

### 2013
| #   | Datum   | Domača | Tuja |
| --- | ------- | --- | --- |
| 1.  | 04. 01. | Bonsai (Tribal) – Siddharta                                                                                                  | Memory of the Future – Pet Shop Boys |
| 2.  | 11. 01. | Malo fantazije – Demetra Malalan DNK – Heavenix Včeraj – Nula Kelvina                                                        | Black Chandelier – Biffy Clyro Street Jesus – Aerosmith Where Are We Now? – David Bowie                                                                   |
| 3.  | 18. 01. | Nebo nad Berlinom – Društvo mrtvih pesnikov Viva La Revolucion – Mirko Brass Band You're A Tree And I'm A Baloon – Maja Keuc | Who Did That To You (Django Unchained) – John Legend Hometown Gypsy – Red Hot Chili Peppers Standing In The Sun – Slash, Myles Kennedy & The Conspirators |
| 4.  | 25. 01. | Moje misli – Foršus Ob tebi bom ostal – Jan Plestenjak Samota – Sell Out                                                     | Suit & Tie – Justin Timberlake ft. Jay-Z Don't Save Me – Haim My Life – 50 Cent ft. Eminem & Adam Levine                                                  |
| 5.  | 01. 02. | Follow Me – Justin's Case | Heaven – Depeche Mode |
| 6.  | 08. 02. | Na drugem koncu – Elefant Ti greš – Nina Pušlar Ujet – Semo & Sonics                                                         | X-Kid – Green Day Always Allright – Alabama Shakes If You’re Never Gonna Move – Jessie Ware                                                               |
| 7.  | 15. 02. | Še en dan – Mi2 | Jubilee Street – Nick Cave & The Bad Seeds |
| 8.  | 22. 02. | Bar pozabe – Avtomobili | Whispers in the Dark – Mumford & Sons |
| 9.  | 08. 03. | Premakni se k meni – Panda Tvoja sreča – 2B Kisik – Jernej Zoran & Lara Poreber                                              | Tangled Up – Caro Emerald Mirrors – Justin Timberlake Bad Mood – The Vaccines                                                                             |
| 10. | 15. 03. | Ni dovolj – Eskobars | Gotta Get Over – Eric Clapton ft. Chaka Khan |
| 11. | 22. 03. | Good Deeds – Happy Ol'McWeasel Jutranja rosa – Flora & Paris Don't Try – Zebra Dots                                          | Radioactive – Imagine Dragons Kasno je za ljubav – Urban & 4 Biblical – Biffy Clyro                                                                       |
| 12. | 29. 03. | Zakaj greš mimo – Nana Milčinski                                                                                             | Soothe My Soul – Depeche Mode |
| 13. | 05. 04. | Cesta – Polona Kasal | Recovery – Frank Turner |
| 14. | 12. 04. | Rožice – Hamo & Tribute 2 Love                                                                                               | She Makes Me Happy – Rod Stewart |
| 15. | 19. 04. | Če svet me pušča v dvomih – LadyBird                                                                                         | Imagine It Was Us – Jessie Ware |
| 16. | 26. 04. | Ni te več – Vasko Atanasovski                                                                                                | My God Is The Sun – Queens of the Stone Age |
| 17. | 03. 05. | Vstati in obstati – Mi2 Sanje – Nula Kelvina Zaplezali smo se – Zoran Predin & Coverlover                                    | Blind – Hurts Get Lucky – Daft Punk ft. Pharell Williams It's Allright, It's OK – Primal Scream                                                           |
| 18. | 10. 05. | Rush Hour – Trash Candy December Lights – John Doe Rdeča kapica – BHC ft. Mirko                                              | Panic Station – Muse Alive – Empire Of The Sun #Beautiful – Mariah Carey ft. Miguel                                                                       |
| 19. | 17. 05. | Novo upanje – Momento | Mermaids – Nick Cave & The Bad Seeds |
| 20. | 24. 05. | Pozitivne misli – Dan D | Liquid Lunch – Caro Emerald |
| 21. | 31. 05. | Vreme za rock'n'roll – Big Bibls Brothers Band                                                                               | Don’t Forget Who You Are – Miles Kane |
| 22. | 07. 06. | Dekle z naslovnice – Anu | Every Little Thing – Eric Clapton |
| 23. | 14. 06. | Še imam te rad – Nude Goalless Confessions – Dandelion Children Insane – Eight Bomb                                          | Came Back Haunted – Nine Inch Nails Fiction – The XX Still Swinging – Papa Roach                                                                          |
| 24. | 21. 06. | Anavrin | Black Sabbath |
| 25. | 28. 06. | Danaja – Polona Kasal | Do I Wanna Know? – Arctic Monkeys |
| 26. | 05. 07. | Hvala za ribe – Tabu | Right Action – Franz Ferdinand |
| 27. | 12. 07. | Stene padejo – Lei'yh Stara gara – I.C.E. Petek dan za metek – Zablujena generacija                                          | Kiss of Fire – Hugh Laurie & Gaby Moreno Home Again – Elton John Instant Crush – Daft Punk ft. Julian Casablancas                                         |
| 28. | 19. 07. | Kako lepo te srečat bo spet – E.V.A. En od naju – D'Neeb Men si fensi – Manouche                                             | Unbelievers – Vampire Weekend Lovesick – Peace Too Many Friends – Placebo                                                                                 |
| 29. | 26. 07. | To je to – Gal Gjurin & Nina Pušlar Mars in Venera – Tinkara Kovač Palme gorijo – Avtomobili                                 | Supersoaker – Kings of Leon Holy Grail – Jay Z ft. Justin Timberlake I Sat By The Ocean – Queens of the Stone Age                                         |
| 30. | 02. 08. | Pelji me – Da Phenomena Objem (rmx) − Papir ?                                                                                | Valentine's Day – David Bowie |
| 31. | 09. 08. | Padam dol – Sausages Ura je 8 – Lea Sirk Daj, upaj si – Katja Koren                                                          | Estate – Jovanotti Lose Yourself To Dance – Daft Punk ft. Pharrell Williams Dance Apocalyptic – Janelle Monáe                                             |
| 32. | 16. 08. | Češnjev cvet – Panda | Comme ci, comme ça – Zaz |
| 33. | 23. 08. | Mind Business – N'Toko Pod staro jablano – Niet in Severa Ujet – Semo & Sonics                                               | Why'd You Only Call Me When You’re High? – Arctic Monkeys Burn – Ellie Goulding Melody Calling – The Vaccines                                             |
| 34. | 30. 08. | Učer, dons, jutr – T.M.S Crew & Zlatko                                                                                       | Do Or Die – 30 Seconds to Mars |
| 35. | 06. 09. | Nova dvajseta – Gušti | Should Be Higher – Depeche Mode |
| 36. | 13. 09. | Brezpotje – Momento Novi svet – Siddharta in Simfonični orkester RTV Slovenija Spomni se – I.C.E.                            | Wait for Me – Kings of Leon The Perfect Life – Moby & Wayne Coyne New – Paul McCartney                                                                    |
| 37. | 20. 09. | Cesar je še vedno nag – Adam                                                                                                 | Practical Arrangment – Sting |
| 38. | 27. 09. | Dejva bit čist bliz – Hamo & Tribute 2 Love                                                                                  | Sirens – Pearl Jam |
| 39. | 04. 10. | Spomni se – I.C.E. | You Make Me – Avicii |
| 40. | 11. 10. | Matrix World – The Tide | What Doesn't Kill You – Jake Bugg |
| 41. | 18. 10. | Dež – E.V.A. | King of Everything – Boy George |
| 42. | 25. 10. | Moje laži – Danilo Kocjančič & Friends I Guess – Balladero S sekiro me po glavi useki – Kuga                                 | Lifted – Naughty Boy ft. Emeli Sandé You're Nobody 'Til Somebody Loves You – James Arthur Cheating – John Newman                                          |
| 43. | 01. 11. | Bojna črta – Društvo mrtvih pesnikov                                                                                         | Go Gentle – Robbie Williams |
| 44. | 08. 11. | Margita – Zoran Predin Hodim naprej – Eskobars Najboljša leta – Drago Mislej - Mef                                           | The Monster – Eminem ft. Rihanna NYC – Dido Afterlife – Arcade Fire                                                                                       |
| 45. | 15. 11. | Mesto idej – Anavrin Love Is Gone – Tide Čas ustavil bi – Zablujena generacija                                               | One for the Road – Arctic Monkeys I Belong To You – Caro Emerald Quale senso abbiamo noi – Zucchero                                                       |
| 46. | 22. 11. | Nekoč, nekje – Tabu | La Flaca – Santana ft. Juanes |
| 47. | 29. 11. | The Fall – Torul | High Hopes – Bruce Springsteen |
| 48. | 06. 12. | Granata – Manouche | Ordinary Love – U2 |
| 49. | 13. 12. | Ona ne spi – Niet | Christmas in L.A. – The Killers |
| 50. | 20. 12. | Zvezdni prah – Neisha | White Christmas – Bad Religion |
| 51. | 27. 12. | Drugačna – Indigo Sanjska – Billysi Little Love Pretender – The Tide                                                         | Team – Lorde Losing Sleep – John Newman Forever – Haim |

### 2014
| #   | Datum   | Domača | Tuja |
| --- | ------- | --- | --- |
| 1.  | 03. 01. | Geronimo – Čedahuči Kino Udarnik – Čao Portorož Ta stol – Bossa De Novo                                            | XO – Beyonce Black Skinhead – Kanye West Adore You – Miley Cyrus                                           |
| 2.  | 10. 01. | The Redneck Genius Story – Werefox                                                                                 | I'd Rather Be High – David Bowie                                                                           |
| 3.  | 17. 01. | Pohitiva – Phonomonics                                                                                             | Goodbye Yellow Brick Road – Sara Bareilles                                                                 |
| 4.  | 24. 01. | Lažji kot misel – Jacuzzy Vzem' si čas – Anu Sončen – GoGS ft. Mitja Drčar                                         | Blue Moon – Beck Can't Remember To Forget You – Shakira ft. Rihanna Demons – Imagine Dragons               |
| 5.  | 31. 01. | Common Sense – Karmakoma                                                                                           | Coming Of Age – Foster The People                                                                          |
| 6.  | 07. 02. | Get A Grip – Gramatik ft. Gibbz Na Golici (pod goro) – Nula Kelvina Njena pot – Lavender                           | Invisible – U2 Tu sei lei – Ligabue Just Like Fire Would – Bruce Springsteen                               |
| 7.  | 14. 02. | Domotožja – Papir Backstage Games – Milk Drinkers ft. Mara Najin svet – Nikka                                      | A Song About Love – Jake Bugg Cambia-menti – Vasco Rossi Runaway Baby – Bruno Mars                         |
| 8.  | 21. 02. | Morti enkrat spet – Tadej Vesenjak Zadnja noč – Foršus Drevo – Bossa De Novo                                       | Arabella – Arctic Monkeys Can't Rely On It – Paloma Faith PretzelBodyLogic – Prince                        |
| 9.  | 28. 02. | Rumeno sonce – BHC Bored of Canada – Kleemar Ta moment – Semo                                                      | Lightning Bolt – Pearl Jam Let Her Down Easy – George Michael Money On my Mind – Sam Smith                 |
| 10. | 07. 03. | The Whistleblowers – Laibach                                                                                       | Not A Bad Thing – Justin Timberlake                                                                        |
| 11. | 14. 03. | Kralj – Anavrin | Magic – Coldplay                                                                                           |
| 12. | 21. 03. | To ni blues – Bilbi                                                                                                | No Rest For The Wicked – Lykke Li                                                                          |
| 13. | 28. 03. | Luzer – Drago Mislej Mef in NOB Shotgun Seat – EightBomb Sijoča kulisa – Robert Jukič & Mia Žnidarič               | Fever – Black Keys Liar, Liar – Chris Cab There Is No Other Time – Klaxons                                 |
| 14. | 04. 04. | Pesem o teb – Carpe Diem ft. 6 Pack Čukur I Believe In ... – Elvis Jackson Na vrh sveta – I.C.E.                   | The Man – Aloe Blacc She Used To Love Me A Lot – Johnny Cash Stay With Me – Sam Smith                      |
| 15. | 11. 04. | Dej povej – Eskobars 1000-e luči – BO! Premlad prestar – Sausages                                                  | Heavy Seas Of Love – Damon Albarn Fresh Strawberries – Franz Ferdinand Heaven Knows – The Pretty Reckless  |
| 16. | 18. 04. | Feniks – Elefant Burning – Thomas March & The Snail Collective Prazna vsebin – Gromofon                            | Greens and Blues – Pixies Ti penso raramente – Biagio Antonacci Rumble – Kelis                             |
| 17. | 25. 04. | Scotch – Hamo & Tribute2Love Jutranji striptis (2014) – Flirrt Naumi – T.M.S. Crew                                 | Hideaway – Kiesza West Coast – Lana Del Rey Tennis Court – Lorde                                           |
| 18. | 02. 05. | Kratek stik – Big Foot Mama & Nina Kay                                                                             | Lazaretto – Jack White                                                                                     |
| 19. | 09. 05. | Ljubo doma – Čedahuči                                                                                              | A Sky Full Of Stars – Coldplay                                                                             |
| 20. | 16. 05. | Ne tvegaj vsega, ker lahko ti uspe – Neca Falk Eurovision – Laibach Lahko si za, lahko si proti – Don Mentony Band | Calm After The Storm – The Common Linnets                                                                  |
| 21. | 23. 05. | Bele zastave – Eskobars Ali je še kaj prostora tam na jugu? – Severa Gjurin Svet se ne vrti za naju – Kühlschrank  | Smooth Sailing – Queens of the Stone Age Imidiwan – Bombino Swallowed Whole – Pearl Jam                    |
| 22. | 30. 05. | Male vojne – Tabu                                                                                                  | Walk Me to the Bridge – Manic Street Preachers                                                             |
| 23. | 06. 06. | Stara duša – Mi2 Čas za sanje – Polona Leben & Electric Boogie Znal je biti jezen – Drago Mislej - Mef             | Eez-eh − Kasabian Bullet in the Brain – The Black Keys ?                                                   |
| 24. | 13. 06. | Nenavadno je OK – King FOO                                                                                         | Budapest – George Ezra                                                                                     |
| 25. | 20. 06. | Kamn – Dan D | Don't Matter – Kings of Leon                                                                               |
| 26. | 27. 06. | Valovi − In & Out ft. Trkaj Hot Air – Alice Blue Bolj kot drugi – Robert Jukič in Nina Vodopivec                   | Here for You – Gorgon City ft. Laura Welsh Tough Love – Jessie Ware ?                                      |
| 27. | 04. 07. | Ljubavi (unplugged) – Leeloojamais Roll The Dice – The Tide Figure v škatlah – 2B                                  | Messed Up Kids – Jake Bugg Pretty Hurts – Beyonce Show Me a Miracle – Klaxons                              |
| 28. | 11. 07. | Okej, okej, okej, okej – Bas in glas                                                                               | The Chamber – Lenny Kravitz                                                                                |
| 29. | 18. 07. | Danes si tu – Demetra Malalan ft. Shorti En knc wade – Smaal Tokk & Nula Kelvina Na kavču – Žiga Rustja            | Chandelier – Sia Am I Wrong – Nico & Winz ?                                                                |
| 30. | 25. 07. | Comes Love – Katja Šulc                                                                                            | Tacky – »Weird Al« Yankovic                                                                                |
| 31. | 01. 08. | Kok high – Trkaj ft. Nipke                                                                                         | Rainbow – Robert Plant                                                                                     |
| 32. | 08. 08. | Brave Men – Gramatik ft. Eskobars                                                                                  | Do It Again – Röyksopp & Robyn                                                                             |
| 33. | 15. 08. | Dež ni bil kriv – Neca Falk                                                                                        | Habits (Stay High) – Tove Lo                                                                               |
| 34. | 22. 08. | Canis – RondNoir                                                                                                   | Thinking Out Loud – Ed Sheeran                                                                             |
| 35. | 29. 08. | Plešem − GoGs ft. Anja Kramar Hard Times − Umek & Mike Vale ft. Chris The Voice Kresnice – Indigo                  | Oblivion − Bastille Down the Wrong Way − Chrissie Hynde & Neil Young True Love – Coldplay                  |
| 36. | 05. 09. | Je mimo leto – Čedahuči Muza – Denis Ali Živim ljubezen – Nina Pušlar                                              | Iron Sky – Paolo Nutini Almost Like the Blues – Leonard Cohen Blame It on Me − George Ezra                 |
| 37. | 12. 09. | Tebe (Te imam) – Vesna Zornik & TangoApasionada                                                                    | The Miracle (Of Joey Ramone) – U2                                                                          |
| 38. | 19. 09. | Ne sprašuj – Alkimia Ujeta − Jamirko & Maya Moodswings − Moveknowledgement                                         | Rainy Day Woman − Kat Edmonson Clouds – Prince ?                                                           |
| 39. | 26. 09. | Moj svet – Jernej Zoran feat. Hamo                                                                                 | Stay Gold – First Aid Kit                                                                                  |
| 40. | 03. 10. | Čista jeba – Mi2                                                                                                   | There Must Be More To Life Than This – Queen ft. Michael Jackson                                           |
| 41. | 10. 10. | NeRazumem – Jacuzzy Krall Go disco go – Koala Voice Pobegni z mano – Sara Jagrič                                   | Loop De Li – Bryan Ferry Yellow Flicker Beat − Lorde Happy Idiot – TV on the Radio                         |
| 42. | 17. 10. | Nikoli dovolj – Anu Sladka svetloba – Avtomobili Down – Fed Horses                                                 | Play Ball – AC/DC The Days – Avicii ft. Robbie Williams ?                                                  |
| 43. | 24. 10. | Štekaš? – Bajta 13 Dan v jeseni tih – Marko Grobler Band To je to (za ta denar) – San Diego                        | Something from Nothing − Foo Fighters Louder Than Words – Pink Floyd ?                                     |
| 44. | 31. 10. | Kam – Aleksander Mežek Jebiveter junior − Lačni Franz All – Torul                                                  | Baby Don't Lie – Gwen Stefani These Days − Take That Be Lucky – The Who                                    |
| 45. | 07. 11. | Tišina – Čedahuči Kličem te − Alenka Godec Nora noč – Leonart                                                      | In the Heat of the Moment – Noel Gallagher's High Flying Birds                                             |
| 46. | 14. 11. | Bossanova – Laibach                                                                                                | Every Breaking Wave – U2                                                                                   |
| 47. | 21. 11. | Moj pogled na svet – Peter Lovšin in Španski borci                                                                 | Ten Tonne Skeleton – Royal Blood                                                                           |
| 48. | 28. 11. | Pol – Hamo & Tribute To Love                                                                                       | Uptown Funk – Mark Ronson ft. Bruno Mars                                                                   |
| 49. | 05. 12. | Če bi vedel – Elefant Aha − Muff Aleluja − Lačni Franz                                                             | Hold Back The River – James Bay Guirrero − Marco Mengoni Like I Can − Sam Smith                            |
| 50. | 12. 12. | Ti to lahko – Zlatko & Nina Pušlar                                                                                 | Rock Or Bust – AC/DC                                                                                       |
| 51. | 19. 12. | Belo, belo – BO! Kitara leti v nebo – Bilbi Podoknica – Leonart                                                    | Have Yourself a Merry Little Christmas – Sam Smith Joel, the Lump of Coal − The Killers ft. Jimmy Kimmel ? |
| 52. | 26. 12. | Nekoč, nekje – Tabu                                                                                                | Snap Out Of It – Arctic Monkeys                                                                            |

### 2015
| #   | Datum   | Domača | Tuja |
| --- | ------- | --- | --- |
| 1.  | 02. 01. | Strel v koleno – MI2 Alles Klar – Lei'yh Se še spomniš (Peter Penko rmx) – Indigo                                 | The Hanging Tree – James Newton Howard ft. Jennifer Lawrence Living for Love – Madonna ?                                     |
| 2.  | 09. 01. | Jadra – Raiven Popoln dan – Sell Out Lay Me Down – The Tide                                                       | Lips Are Movin – Meghan Trainor Sabato – Jovanotti Miracles – Coldplay                                                       |
| 3.  | 16. 01. | Med s trebuha – Nula Kelvina Hands – Fed Horses Pozab na bonton – Clemens                                         | Love Me Harder – Ariana Grande ft. The Weeknd Only One − Kanye West ft. Paul McCartney Sugar – Maroon 5                      |
| 4.  | 23. 01. | Any Place To Go – Elvis Jackson Pegasti milijonar – Alma Jzn – Smaal Tokk                                         | Love Me Like You Do – Ellie Goulding Magnifico – Fedez ft. Francesca Michielin ?                                             |
| 5.  | 30. 01. | Kaj bo – Žiga Rustja Nothing – Koala Voice Tri lejta – ŠKM banda                                                  | Nasty – The Prodigy Incanto – Tiziano Ferro Handsome – The Vaccines                                                          |
| 6.  | 06. 02. | Hladne noči – Eskobars Tell Me What U want – Can Of Bees Original – Carpe Diem                                    | Cassy O' – George Ezra FourFiveSeconds – Rihanna, Kanye West & Paul McCartney ?                                              |
| 7.  | 13. 02. | V hiši večnih sanj – Alex Volasko Live in Hope – NoAir Ljubim – Ditka                                             | Right Here, Right Now – Giorgio Moroder ft. Kylie Minogue                                                                    |
| 8.  | 20. 02. | Sound Of Boogie – EightBomb Pesem od včeraj – Bilbi Še vedno živ – Charlie Butter Fly                             | What Kind Of Man – Florence & The Machine Fatti avanti amore – Nek King – Years and Years                                    |
| 9.  | 27. 02. | Sem kakor ti – Okttober Fall In Love – Arsov Pleši z mano – Društvo mrtvih pesnikov                               | Bloodstream – Ed Sheeran Pray To God – Calvin Harris ft. Haim Style – Taylor Swift                                           |
| 10. | 06. 03. | Mava to – Clemens Nehi težit – Katarina Mala Ko drviš čez poljane – Čedahuči                                      | Orphan – Toto I'm a Ruin – Marina and the Diamonds Fade Out Lines – The Avener                                               |
| 11. | 13. 03. | Nov dan – Jernej Zoran & Lara Poreber Away – Happy Ol' McWeasel Z roko v roki – Kevin Koradin & Anika Horvat      | Someone New – Hozier Mi verdad – Mana ft. Shakira Believe – Mumford & Sons                                                   |
| 12. | 20. 03. | Vse mogoče – I.C.E. Igra je igra – Gal Gjurin in Temna godba Ne grem se več – Demetra Malalan                     | Heavy Is the Head – Zac Brown Band Gli immortali – Jovanotti ?                                                               |
| 13. | 27. 03. | Le za njo – Robert Jukič in Ana Bezjak Slow Down (Remix) − LastDayHere Terasa – Pliš                              | Never Gave Nobody Trouble – Leonard Cohen                                                                                    |
| 14. | 03. 04. | Kozlam – Dan D Hollywood kitsch – Daša Gradišek The Balance – Torul                                               | I'll Be There – Chic ft. Nile Rodgers Instant Crush − Natalie Imbruglia Crystals – Of Monsters and Men                       |
| 15. | 10. 04. | Gozdna vila – Hulahoop Naj zadnji ugasne luč – Lačni Franz Jutro – 2B                                             | Exploitation − Róisín Murphy Hold My Hand − Jess Glynne Real Real Gone – Van Morrison ft. Michael Buble                      |
| 16. | 17. 04. | Kaplja − Demolition Group Julija – San di ego Native Son – Gramatik ft. Raekwon & Orlando Napier                  | Alla fine del mondo – Eros Ramazzotti                                                                                        |
| 17. | 24. 04. | Istanbul – Neomi Musicus – Mit Sober – Fed Horses                                                                 | See You Again − Wiz Khalifa ft. Charlie Puth The Wolf − ? Don't Wanna Fight – Alabama Shakes                                 |
| 18. | 01. 05. | Tivoli – Magnifico Here for You – Maraaya Maškerada – Nula Kelvina                                                | No Way No – Magic! Ship To Wreck – Florence + The Machine Shut Up And Dance – Walk The Moon                                  |
| 19. | 08. 05. | Keramičarski bluz – 6Pack Čukur Z mano greš – Alma Tiho – Hamo & Tribute 2 Love ft. Vlado Kreslin                 | 2Shy – Shura Rimani tu – Raf Photograph – Ed Sheeran                                                                         |
| 20. | 15. 05. | Ocean − Tinkara Kovač Ko sama boš – Anej Piletič Light My Cigar, Please – Emiljo A.C. ft. Sinead McCarthy & Pinta | Quicksand – Caro Emerald Congregation – Foo Fighters Big Girls Cry – Sia                                                     |
| 21. | 22. 05. | V srce – Cover Lover The Good Old Days – Koala Voice Presežna vrednost bivanja – N3L                              | Never Let You Go – Rudimental Did You Hear The Rain – George Ezra New York Raining – Charles Hamilton ft. Rita Ora           |
| 22. | 29. 05. | Pozitiv – Jacuzzy Krall Rider – John F. Doe Cukr pop – I.C.E.                                                     | The Giver (reprise) – Duke Dumont Sunny Side Up – Faith No More Heroes – Måns Zelmerlöw                                      |
| 23. | 05. 06. | Ledena – Siddharta Brez skrbi − Samo Budna Stisn se k men – Manouche ft. Alenka Godec                             | Hey Mama – David Guetta ft. Nicki Minaj & Afrojack Bad Blood – Taylor Swift ft. Kendrick Lamar Ong Ong – Blur                |
| 24. | 12. 06. | Kot sva bila – Bilbi Se ti laže – Sausages V živo – Patetico                                                      | Mercy – Muse Guai – Vasco Rossi Want To Want Me – Jason Derulo                                                               |
| 25. | 19. 06. | Gud vajb – Trifekta Mislila sva, da nama bo uspelo – Niet Jutro – 2B                                              | I Can Change – Brandon Flowers Today, Today, Today – James Taylor Can't Feel My Face – The Weeknd                            |
| 26. | 26. 06. | Solze iz neba − Dan D Mending Fences – Alice Blue Ljubim tvojo tišino – Via Ofenziva                              | Dreams – Beck Buon viaggio – Cesare Cremonini Photograph – Ed Sheeran                                                        |
| 27. | 03. 07. | Všeč tko k je – Nipke Sunrise – Benjamin Shock ft. Skyla Ja, pa ja – Drago Mislej Mef in N.O.B.                   | Let It Go – James Bay Pressure Off – Duran Duran ft. Janelle Monae & Nile Rodgers No Sleeep – Janet Jackson                  |
| 28. | 10. 07. | Nekaj med nama − Iztok Novak - Easy Ne gledam nazaj – Los Ventilos ft. Tokac Vikend zvezda – Dream On             | Shine – Years & Years Feeling Good – Ms. Lauryn Hill Like I'm Gonna Lose You – Meghan Trainor ft. John Legend                |
| 29. | 17. 07. | Iluzija – Eskobars Js in ti – Čedahuči Najine barve – Jernej Zoran & Lara                                         | Coffee – Miguel L'estate addòsso – Jovanotti Song for Someone – U2                                                           |
| 30. | 24. 07. | Preden zaspim – Vlado Kreslin All – Torul Misliš na vse – Zgrešeni primeri                                        | Love Is – Rod Stewart #SundayFunday – Magic! Come And Get It – John Newman                                                   |
| 31. | 31. 07. | Nov dan – Leonart Kaj nam fali – Zmelkoow Moje muze − Mi2                                                         | That's How You Know – Nico & Winz Eventually – Tame Impala Glitterball – Sigma ft. Ella Henderson                            |
| 32. | 07. 08. | V mestu je vroče – Skova & Eva Beus Tell Me What U Want – Can of Bees To je u men – T.M.S. Crew                   | What You Don't Do – Lianne La Havas The Party (This Is How We Do It) − Joe Stone ft. Montell Jordan Leave a Trace – Chvrches |
| 33. | 14. 08. | Edino, kar – Pliš Kdo sploh sva – Lea Sirk Vse je v redu z mojo dušo – Patetico                                   | Queen of Peace – Florence and the Machine 1998 – Banks ft. Chet Faker The Mood That I'm In – Beth Hart                       |
| 34. | 21. 08. | Lahko letela bi do zvezd – Zlatko Piknik – Siddharta Pejt vn – David ft. Murat                                    | Omen – Disclosure ft. Sam Smith High by the Beach – Lana Del Rey Drag Me Down – One Direction                                |
| 35. | 28. 08. | Nove zmage – Big Foot Mama Sama je – Bort Ross & Nina Radkovič Gospa magister – Hamo & Tribute 2 Love             | Back Together – Robin Thicke ft. Nicki Minaj Lo stadio – Tiziano Ferro Growing Up – Macklemore & Ryan Lewis ft. Ed Sheeran   |
| 36. | 04. 09. | Spitting Image – Your Gay Thoughts Zato, ker smem – Demolition Group Difficult to Kill – Torul                    | Don't Be So Hard On Yourself – Jess Glynne From Eden – Hozier Wildest Dreams – Taylor Swift                                  |
| 37. | 11. 09. | Svetlo sonce – Anja Baš Ogledalo – Niet Sladoled z vesoljem, prosim – Nina Pušlar                                 | Ditmas – Mumford & Sons Sei un pensiero speciale − Eros Ramazzotti What Do You Mean? − Justin Bieber                         |
| 38. | 18. 09. | Pada dež − Robert Jukič in Nina Strnad The French Say – Koala Voice Dober dan − Alya                              | Fight Song − Rachel Platten Mountain at My Gates – Foals Roots − Imagine Dragons                                             |
| 39. | 25. 09. | Sun in Your Eyes − Kleen ft. Tom Cane Nekineki – Murat & Jose X JAMirko Lone Wolf − Trash Candy                   | Worried Moon – Chris Cornell Demons – James Morrison Runnin' (Lose It All) − Naughty Boy feat. Beyonce & Arrow Benjamin      |
| 40. | 02. 10. | S tvojimi očmi − Kühlschrank Morebit − Mrigo & Ghet Anticipator – Puppetz                                         | Lay It All On Me – Rudimental feat. Ed Sheeran Bad Blood – Ryan Adams Writing's on the Wall – Sam Smith                      |
| 41. | 09. 10. | Konec tedna – Manouche Living Again – Maraaya Zamorjena pesem – Nana Milčinski                                    | The Love Within − Bloc Party Hotline Bling − Drake Si jamais j'oublie – Zaz                                                  |
| 42. | 16. 10. | Sonca 2 − Dan D Ko te ni − Društvo mrtvih pesnikov Moje mesto – Leonart                                           | On My Mind − Ellie Goulding S.O.B. – Nathaniel Rateliff & The Night Sweats Locked Away − R. City feat. Adam Levine           |
| 43. | 23. 10. | Punca – Los ventilos Dlani – Okttober Bežim – Raiven                                                              | Dominique – Anouk Used to Love You – Gwen Stefani Love Me Like You Do − Little Mix                                           |
| 44. | 30. 10. | Jaz te pač zdaj že poznam – Alenka Godec Povej, kaj ljubezen je – Gal Gjurin in Temna godba Core – Jardier        | Hello – Adele Breathe Life – Jack Garratt Love Gave Me More – Simply Red                                                     |
| 45. | 06. 11. | Dive – Fed Horses Moja lepa soseda – Klemen Klemen Včasih ne veš – Samo Budna                                     | Ocean of Night – Editors If You Ever Want To Be In Love – James Bay Bird Set Free – Sia                                      |
| 46. | 13. 11. | Prepusti se – Samo Sam ft. Erik Beli grad – Mi2 Sabotage – Liamere                                                | Wasn't Expecting That – Jamie Lawson Echoes in Rain – Enya Adventure of a Lifetime – Coldplay                                |
| 47. | 20. 11. | Moja jutra – Bort Ross Najina slika in ti – Neisha Fading – Gasper ft. Vanesa                                     | Outsiders – Suede Ex's and Oh's – Elle King Jackie and Wilson – Hozier                                                       |
| 48. | 27. 11. | Greva dol – Tabu Sanjaj me – Anette Unikat – Drill ft. Emkej                                                      | When We Were Young – Adele Ti ho voluto bene veramente – Marco Mengoni Can't Get Enough Of Myself – Santigold                |
| 49. | 04. 12. | Iščeš, da ne najdeš – Leteči potepuhi Nastalo bo – Siddharta Divja voda – Billysi                                 | Saint Cecilia – Foo Fighters Hotline Bling – Drake Sorry – Justin Bieber                                                     |
| 50. | 11. 12. | Dušanka – T.M.S. Crew Sami naši – Vlado Kreslin ft. Vlatko Stefanovski Palms & Curtains – Mara                    | Everglow – Coldplay 21 grammi – Fedez You Don't Own Me − Grace ft. G-Eazy                                                    |
| 51. | 18. 12. | Greva še mal dlje – Hamo & Tribute2Love Rdeči plašč – Bilbi Dobiš, če daš – Eli ft. Drill                         | The More You Give (The More You'll Get) – Michael Buble Stitches – Shawn Mendes Every Day’s Like Christmas – Kylie Minogue   |
| 52. | 25. 12. | Zaposlovalna – Smaal Tokk Veselega decembra – 30 stopinj v senci Galaxije bežijo – King Foo                       | Simili – Laura Pausini Sweet Lovin’ – Sigala The Girl Is Mine – 99 Souls                                                     |

### 2016
| #   | Datum   | Domača | Tuja |
| --- | ------- | --- | --- |
| 1.  | 01. 01. | Čarobna cesta – NaTaša Stoletni ples – Panda V bližini ljudi – Niet                                                                        | The Pleasure and the Pain – Lenny Kravitz 'Cause I'm A Man – Tame Impala Il Rimpanto Di Te – Giosada                         |
| 2.  | 08. 01. | Nov dan – Lombardo BSM (Bod sam moja) – Zlatko Left Behind – Happy Ol' McWeasel                                                            | Love Yourself – Justin Bieber Here – Alessia Cara Love For That – Mura Masa                                                  |
| 3.  | 15. 01. | Ljubezen – Klemen Klemen Sunrise – Gašper ft. Vanesa 21 gramov – Kronika                                                                   | Il Vento – Tiziano Ferro Reapers – Sia Lazarus – David Bowie                                                                 |
| 4.  | 22. 01. | Take Your Time – Elvis Jackson Čakam – Žan Serčič Iluzije – Prelude                                                                        | Jet Black Heart – 5 Seconds of Summer Tous les cris les S.O.S. – Zaz Nerve − Don Broco                                       |
| 5.  | 29. 01. | Stopinje v snegu – Avtomobili Remiss – Karmakoma Odplešiva – Bordo                                                                         | Like Kids – Suede Bad Habits – The Last Shadow Puppets Delete – DMA's                                                        |
| 6.  | 05. 02. | Odpri ventile – Los Ventilos ft. Grega Skočir Lokomotiva – Kill Kenny Triads – Werefox                                                     | Work Song – Hozier Io di te non ho paura – Emma Hymn for the Weeklend – Coldplay ft. Beyoncé                                 |
| 7.  | 12. 02. | Stampedo – Mary Rose To mi je všeč – Nina Pušlar V najlepše dni – Zgrešeni primeri                                                         | Snake Eyes – Mumford and Sons Pillowtalk – Zayn Stressed Out – Twenty One Pilots                                             |
| 8.  | 19. 02. | Pesem in poljub – Alex Volasko Čas je zdaj – Anja Kotar Jutro v Tivoliju – Voranc Boh                                                      | 7 Years – Lukas Graham Un giorno mi dirai – Stadio Worry – Jack Garratt                                                      |
| 9.  | 26. 02. | Začaraj me – King Foo Ladja norcev – Lačni Franz Sredi Ljubljane – Adam                                                                    | Birch Tree – Foals Crier tout bas – Cœur de pirate Free.mp3 (The Pirate Bay Song) – Dubioza kolektiv                         |
| 10. | 04. 03. | Zato živim – Kristina Oberžan & Matevž Šalehar - Hamo Zlati časi – Balladero Črno bel – Raiven                                             | Lush Life – Zara Larrsson Volevo te – Giusy Ferreri The Sound – 1975                                                         |
| 11. | 11. 03. | Pojem zate – Leonart Strele v maju – Siddharta feat. Urban Blue and Red – ManuElla                                                         | Colors – Halsey J'sais pas – Brigitte Best Fake Smile – James Bay                                                            |
| 12. | 18. 03. | Matica – Dan D Greva naprej – Rudi Bučar Ne izgubi se – Big Addiction                                                                      | Clearest Blue – Chvrches E non hai visto ancora niente – Jovanotti Gimme the Love – Jake Bugg                                |
| 13. | 25. 03. | Noro – Panda Home – Mistermarsh Hvaležen – Samo Sam                                                                                        | Ritual Spirit – Massive Attack ft. Azekel Reuf – Nekfeu ft. Ed Sheeran Follow You – Bring Me the Horizon                     |
| 14. | 01. 04. | Anticipator – Puppetz Do kosti – Tabu Ukradli so nam mesto – Drago Mislej Mef & NOB                                                        | One Strike – All Saints Partigano reggiano – Zucchero The Less I Know The Better – Tame Impala                               |
| 15. | 08. 04. | Nekaj naju mami – Mama Rekla & Neisha Strange in a Strange Way (Disco Politico) – Silence Čaka vas uspeh – Zlatko                          | Soundcheck – Catfish And The Bottlemen Nessun grado di separazione – Francesca Michielin Like I Would – Zayn                 |
| 16. | 15. 04. | Megalodon – Gora Rad imam dež – Niet Satoshi Nakamoto – Gramatik ft. Adrian Lau & Probcause                                                | Melancholy Mood – Bob Dylan New Romantics – Taylor Swift Keep Singing – Rick Astley                                          |
| 17. | 22. 04. | Race Me Down the Street – Prismojeni profesorji bluesa Kako bih volio da si tu – Anja Rupel ft. Davor Gobac Sanjajva naprej – 1X band      | Aviation – The Last Shadow Puppets Il est où le bonheur – Christophe Maé What If I Go – Mura Masa                            |
| 18. | 29. 04. | Pulover – Katarina Mala One – Hyu ft. Eva Štirn Dobro jutro – Bajta 13                                                                     | U Turn – Tegan and Sarah A Love Song – LadyHawke Just like Fire – Pink!                                                      |
| 19. | 06. 05. | Veliko mesto – MisterMarsh Moji dnevi – Vlado Kreslin Dotakn se me – Manouche                                                              | Nothing Compares 2U – Chris Cornell Hold Up – Beyonce Up & Up – Coldplay                                                     |
| 20. | 13. 05. | Svet je čaroben – DaJohn, Clemzie in Lea Likar Cloudless Skies – Jakob Kobal Nikoli mi ni dovolj – Mladich, Emkej & Doša                   | Can't Stop the Feeling – Justin Timberlake Hoter Than Hell – Dua Lipa This Is What You Came For – Calvin Harris ft. Rihanna  |
| 21. | 20. 05. | Resničen svet – Mary Rose Rain – Lina Rahne Med vdihom in izdihom – Los Ventilos ft. Omar Naber                                            | All For One – The Stone Roses Dark Necessities – Red Hot Chili Peppers Bored To Death – Blink 182                            |
| 22. | 27. 05. | Ni prostora – Tretji kanu Frida Nipl – Koala Voice Avešunfiling – Jernej Zoran                                                             | Send My Love (To Your New Lover) – Adele Ragazza magica – Jovanotti Empty – Garbage                                          |
| 23. | 03. 06. | Sinonim za mojo mladost – Sandra Erpe Until Then – Haiku Garden Obraz spominov – Prelude                                                   | Misery – Gwen Stefani Vorrei ma non posto – J-AX & Fedez Cry – Sigma ft. Take That                                           |
| 24. | 10. 06. | V barvah smisel je – I.C.E. Where You Left Me – Muff Odpoved – El Kachon                                                                   | What's It Gonna Be – Shura This One's for You – David Guetta ft. Zara Larsson Boyfriend – Tegan and Sara                     |
| 25. | 17. 06. | Reka – Avtomobili Silence – Ditka Visoka pesem – Mi2                                                                                       | Oblivius – The Strokes Siberian Nights – The Kills Casual Party – Band Of Horses                                             |
| 26. | 24. 06. | Zame – Sheby Poletna – Sausages & Marko Hatlak Why You Keep Sayin' – Thomas March & The Summertine Collective                              | The Werewolf – Paul Simon Breakfast in Bed – Mayer Hawthorne Wow! – Beck                                                     |
| 27. | 01. 07. | Doma – Siter Way Away – Sweven Poletje – Jani                                                                                              | Wild – Troye Sivan ft. Alessia Cara The Getaway – Red Hot Chili Peppers Summer Nights – Tiesto ft. John Legend               |
| 28. | 08. 07. | Sledi mi − SoundFly Noben me ne razume − Nipke Dvigaš se k oblakom – Robert Jukič, Tamara Obrovac & Tokac                                  | 13 buone ragioni – Zucchero Sledgehammer − Rihanna Mama Said – Lukas Graham                                                  |
| 29. | 15. 07. | Prvi zadnji – Tabu Tension – Jardier Ena pika, druga pika – Trkaj, Nipke & Erik                                                            | Better Love – Hozier Red Dress – Magic! Miracle Aligner – The Last Shadow Puppets                                            |
| 30. | 22. 07. | Nov planet – Raiven Suzanna Smiling – Daniel Vezoja Tapete – Carpe Diem                                                                    | Make Me... − Britney Spears La Bicicleta – Carlos Vives ft. Shakira Good Grief – Bastille                                    |
| 31. | 29. 07. | Predaleč za nas – Bordo Soulseller – Stray Train Moji dnevi – Vlado Kreslin                                                                | This Girl – Kungs Vs. Cookin' on 3 Burners Toi et moi – Paradis Be As You Are – Mike Posner                                  |
| 32. | 05. 08. | Brez besed – Anu Chasing You – Benjamin Shock Every Summer – Lina Rahne                                                                    | Rise − Katy Perry Vivere a colori – Alessandra Amoroso Cold Water – Major Lazer ft. Justin Bieber & MØ                       |
| 33. | 12. 08. | Zgodba brez napake – Omar Dance Without Moving – King Foo Ne bom teb zgubu – Alex Volasko                                                  | Craving – James Bay Uno di questi giorni – Nek Don't Let Me Down – Chainsmokers ft. Daya                                     |
| 34. | 19. 08. | Male ribe – Boštjan Meh Drugi breg želja – Ditka Poletna zgodba – Žan Serčič                                                               | The Spoils – Massive Attack ft. Hope Sandoval Howl – Biffy Clyro Carry On – Norah Jones                                      |
| 35. | 26. 08. | Muza – BQL Lepa – Adijo kultura Divination – Werefox                                                                                       | Kids – OneRepublic Bang Bang – Green Day Closer – Chainsmokers ft. Halsey                                                    |
| 36. | 02. 09. | Operacijski sistem – Razpaljot Gifts – Fed Horses Grem – Mrož Beseda                                                                       | Go Robot! – Red Hot Chili Peppers Ho creduto a me – Laura Pausini Love on the Brain – Rihanna                                |
| 37. | 09. 09. | Daleč – Avtomobili in Severa Gjurin Saviour of Love – Torul Jutro – Čedahuči                                                               | #Wheresthelove – Black Eyed Peas ft The World Eterni – Zero Assoluto I Can't Stop Thinking About You – Sting                 |
| 38. | 16. 09. | Ni poti nazaj – Elefant Love Me 4 Life – Sweet Peak ft. Ina Shai Žive naj vsi narodi – Zlatko                                              | Waste a Moment – Kings of Leon White Tiger – Izzy Bizu The Greatest – Sia ft. Kendrick Lamar                                 |
| 39. | 23. 09. | Bit – Muff Fingertips – Sweven Turist – Adam                                                                                               | Le Lac – Julien Dore Unici – Nek Friends – Francis and the Lights ft. Bon Iver & Kanye                                       |
| 40. | 30. 09. | Svet – Gušti & Borut Marolt All Is Gone – Tidal Waves Bonaca – Kosta                                                                       | Emeralds – Bear's Den Still Breathing – Green Day Send Them Off – Bastille                                                   |
| 41. | 07. 10. | Nazaj – Hamo & Tribute 2 Love Player – Ina Shai Danes me ni – Leonart                                                                      | Here I Am – Tom Odell Starboy – Weekn'd ft. Daft Punk Party Like a Russian – Robbie Williams                                 |
| 42. | 14. 10. | Legendarni praslovan – Lačni Franz Should Have Listened – Trash Candy Vidim rdeče – Niet                                                   | Say You Won't Let Go – James Arthur La Risposta – Samuel Blended Family – Alicia Keys                                        |
| 43. | 21. 10. | Gora tvoji vodi – Cosmo Daivat Forgive the Weather – Toxine Do konca – Siddharta                                                           | 24K Magic – Bruno Mars Un mondo migliore – Vasco Rossi Walls – Kings of Leon                                                 |
| 44. | 28. 10. | Vljudno vabljeni – Zgrešeni primeri Holly G – NoAir Pod črto – Los Ventilos                                                                | A-Yo – Lady Gaga Sexual – Neiked Don't Wanna Know – Maroon 5 ft. Kendrick Lamar                                              |
| 45. | 04. 11. | Reci mi da – Manouche Kristal – King Foo Glasovi – Gora                                                                                    | Love & Hate – Michael Kiwanuka Potremmo ritornare – Tiziano Ferro Shout Out to My Ex – Little Mix                            |
| 46. | 11. 11. | Ker si, kar si – Sandi MVP Vrhovi – Neisha Slovo – Okttober                                                                                | Love My Life – Robbie Williams All Goes Wrong – Chase & Status ft. Tom Grennan Re-arrange – Biffy Clyro                      |
| 47. | 18. 11. | Ona bi – Nipke Dva za mene – Katarina Mala With the Flow – Jakob Kobal                                                                     | On Hold – The XX Oronero – Giorgia True Disaster – Tove Lo                                                                   |
| 48. | 25. 11. | Privid – 2B Moč jeseni – Gal Gjurin Meduza – Boštjan Meh                                                                                   | La Parisienne – Christophe Mae Water Under the Bridge – Adele Lost on You – LP                                               |
| 49. | 02. 12. | Nabiralka zvezd – Tabu Something to Be Free – Sweetsology Bela luna – Lamai                                                                | Reverend – Kings of Leon I Feel It Coming – Weeknd ft. Daft Punk Love on the Weekend – John Mayer                            |
| 50. | 09. 12. | Stari komadi − Vlado Kreslin Hesitate No More – Gašper ft. Vanesa Tomažič in Jernej Bučar Moder let galeba – Tinkara Kovač                 | Human – Rag'n'Bone Man All Night – Beyoncé Fire – Justice                                                                    |
| 51. | 16. 12. | Čas – Los Ventilos Led – Bort Ross Ideal – Simon                                                                                           | Everglow – Coldplay One Fine Day – Sting Breaker's Roar – Sturgill Simpson                                                   |
| 52. | 23. 12. | Srce – Ptice Najin ogenj ugasnil ne bo – Silence Whatever Happens – Elvis Jackson                                                          | True Colors – Justin Timberlake & Anna Kendrick Million Reasons – Lady Gaga I don't Wanna Live Forever – Zayn & Taylor Swift |
| 53. | 30. 12. | So Simple – Thomas March & We'll Be Naked Collective Pusti, naj gre – Severa Gjurin Pazi, da bo prav (Life is what you make it) – Xequtifz | Do You Still Love Me – Ryan Adams Completamente – Thegiornalisti Season 2 Episode 3 – Glass Animals                          |

### 2017
| #   | Datum   | Domača | Tuja |
| --- | ------- | --- | --- |
| 1.  | 06. 01. | Delta – Andrej Guček Pada – Lean Kozlar Luigi Moja kitara – Nejc Lombardo                                                | Blame – Bastille Suženi snovi – Repetitor Black Beatles – Rae Sremmurd ft. Gucci Mane                                         |
| 2.  | 13. 01. | Klic – MRFY Lebdenje – King Foo Ona mirno spi – Drevored                                                                 | One More Night – Michael Kiwanuka Neuanfang – Clueso In My Mind – The Amazons                                                 |
| 3.  | 20. 01. | Klasika – David Old Memory – Daniel Vezoja Listi polni besed – Aljaž Hrastar                                             | Paris – Chainsmokers Castle on the Hill – Ed Sheeran Magnificent (She Says) – Elbow                                           |
| 4.  | 27. 01. | Odhajaš – Kühlschrank We'll Follow Our Hearts – Gašper Šantl ft. Vanesa Tomažič A čutiš to – GoGs ft. Ina Shai           | Sublime & Silence – Julien Dore Piccole Cose – J-ax @ Fedez ft. Alessandra Amoroso Chöre – Mark Forster                       |
| 5.  | 03. 02. | Telo – Hamo & Tribute2Love Milijon in ena – Klara Jazbec Veter – Gal Gjurin                                              | Anymore – Goldfrapp Automaton – Jamiroquai Say Something Loving – The XX                                                      |
| 6.  | 10. 02. | Balada o njej – Bohem Poišči navdih – Sweetsology Iz zadnje vrste – Jan Plesetnjak                                       | Skin – Rag'n'bone Man Il Conforto –Tiziano Ferro & Carmen Consoli Honey Sweet – Blossoms                                      |
| 7.  | 17. 02. | Sam mal – Alex Volasko Dihava isti zrak – Moya Bejba iz neta – Nipke                                                     | Where's the Revolution – Depeche Mode Moving On the Getting Over – John Mayer Big Picture – London Grammar                    |
| 8.  | 24. 02. | Kristina – Flirrt Hešteg – Icotovi zobi Ti lahko – Peter Lovšin & Big Foot Mama                                          | Trainwreck – Banks The Fighter – Keith Urban feat. Carrie Underwood (No One Knows Me) Like the Piano – Sampha                 |
| 9.  | 03. 03. | Magija − Jernej Zoran Roka v roki – Monolits Raj – Pliš                                                                  | Love – Lana Del Rey Heavy – Linkin Park feat. Kiiara Hey Bébé – Rhiannon Giddens                                              |
| 10. | 10. 03. | V mleku – Tretji kanu Če si rojen – Avtomobili Včasih pozabmo žvet – Samo Sam                                            | That's What I Like – Bruno Mars Ora mai – Lele Green Light – Lorde                                                            |
| 11. | 17. 03. | Samo ti – Rudi Bučar & Istrabend On My Way – Omar Naber Je' mela pesmi zato, da jih je pela naglas – Bas in glas         | Chained to the Rhythm – Katy Perry ft. Skip Marley You Look Good – Lady Antebellum So Good – Zara Larsson ft. Ty Dollar $ign  |
| 12. | 24. 03. | Zažarim – Raiven Rabim samo tebe – Žiga Rustja Svet na rami – Los Ventilos                                               | Feel It Still – Portugal.The man Dirigent – Urban & 4 Galway Girl – Ed Sheeran                                                |
| 13. | 31. 03. | Žarek – Andrej Guček Kozmonavt – Gora Raj – Ptice                                                                        | Still Feel Like Your Man – John Mayer Truth Is a Beautiful Thing – London Grammar We Got the Power – Gorillaz ft. Jehnny Beth |
| 14. | 07. 04. | Osamljen in bos – Bordo & Tina Marinšek Deep Cuts – Prismojeni profesorji bluesa Men ni dolgcajt – Zablujena generacija  | You're in Love with a Psycho – Kasabian Passionfruit – Drake Shine on Me – Dan Auerbach                                       |
| 15. | 14. 04. | Osvobojen – Gromofon Resetiraj me – Bilbi Dolga pot domov – Siddharta                                                    | Fire – Beth Ditto Ultralife – Oh Wonder Le canzoni fanno male – Marianne Mirage                                               |
| 16. | 21. 04. | Za vedno – Nina Pušlar Čip (za moj utrip) – Društvo mrtvih pesnikov Ime – Monolits                                       | Lights Out – Royal Blood Sign of the Times – Harry Styles Be Who You Are – The Kooks                                          |
| 17. | 28. 04. | Kdo mi je ukradel zvezde – Drevored Ob kavi – Anabel Always (Če te najdem) – Mrfy                                        | Lust for Life – Lana Del Rey ft. The Weeknd Hard Times – Paramore Stay – Zedd ft. Alessia Cara                                |
| 18. | 05. 05. | Sijaj – Raiven Useless – Trash Candy Se prepoznaš − Sheby                                                                | Doing It for the Money – Foster the People Step Two – Parov Stelar ft. Lilja Bloom Ran – Future Islands                       |
| 19. | 12. 05. | Vrjam – David ft. Murat Nazaj – 2B Iščem te – Naio Ssaion                                                                | Want You Back – Haim Slow Hands – Niall Horan I'm the One – Dj Khaled ft. J. Bieber, Quavo, Chance the Rapper                 |
| 20. | 19. 05. | Probej razumet – EmKej Ne dotikaj se zvezd – Jana Sen & White Moods Red – The Margins                                    | J-Boy – Phoenix City Lights – Blanche Chainsmoking – Jakob Banks                                                              |
| 21. | 26. 05. | Vsi smo na istem – Nipke in Trkaj ft. Artifex Affordable Amphetamines – persons from porlock Dezinformacije – The Rusks  | Don't Kill My Vibe – Sigrid The Night We Met – Lord Huron Each Time You Fall in Love – Cigarettes After Sex                   |
| 22. | 02. 06. | Svila – Isobel Zabluzu – Hamo & Tribute2Love Moraš naprej – Toni                                                         | Dig Down – Muse Lost in Your Light – Dua Lipa ft. Miguel The System Only Dreams in Total Darkness – The National              |
| 23. | 09. 06. | Rad bi jo videl – Luka Sešek & Proper Chase Me – Maja Keuc - Amaya Hiše – Tretji kanu                                    | Oh Woman, Oh Man – London Grammar Wall of Glass – Liam Gallagher Perfect Places – Lorde                                       |
| 24. | 16. 06. | Tvoje misli – Nera It's Complicated – Maraaya ft. BQL Proti vetru – Lamai                                                | Everything Now – Arcade Fire Secrets – The Weeknd Life's What You Make It – Placebo                                           |
| 25. | 23. 06. | Superzvezda – Andrej Ikica Skozi vitrino – Alex Volasko Tisti ljudje – Rudi Bučar                                        | The Man – The Killers Don't Matter Now – George Ezra Young Dumb & Broke – Khalid                                              |
| 26. | 30. 06. | V intervalu večnih sanj – Junema Modro sonce – Gušti Vede premikanja – Koala Voice                                       | Bridge over Troubled Water – Artists for Grenfell Fontaine de lait – Camille Unforgettable – Frenc Montana feat. Swae Lee     |
| 27. | 07. 07. | Sanje – Lavender Mana – MATTER/persons from porlock Na dobri poti – Peter Lovšin in Prismojeni profesorji bluesa         | I Dare You – The Xx Pamplona – Fabi Fibra ft. The Giornalisti Waiting on a Song – Dan Auerbach                                |
| 28. | 14. 07. | Letala − Brodolomec Valentina − Erik Platon Furanje nikamor − Sheby                                                      | Holding On − The War on Drugs Thunder − Imagine Dragons There's Nothing Holdin' Me Back − Shawn Mendes                        |
| 29. | 21. 07. | Raj (Tomec & Grabber Remix) – Pliš Nora matematika – Major Beck ft. Triiiple Te ne premakne – Nina                       | My Mind Is for Sale – Jack Johnson New York – St. Vincent Sun Comes Up – Rudimental ft. James Arthur                          |
| 30. | 28. 07. | Lupina – Mistermarsh Tisoč besed – King Foo Samo dotik – El Kachon                                                       | Ti amo – Phoenix As You Are – Rag'n'Bone Man Tra le granite e le granate – Francesco Gabbani                                  |
| 31. | 04. 08. | Plac med prsti – Siter Zvezde v mlaju – Bordo Pomemben dan – Andrej Černelč                                              | Sit Next to Me – Foster the People Gotta Get a Grip – Mick Jagger Electric Blue – Arcade Fire                                 |
| 32. | 11. 08. | Hands Down − Amaya Zdaj vem − Jackson Spet te slišim − Lamai                                                             | Feels − Calvin Harris ft. Pharrell Williams, Katy Perry, Big Sean New Rules − Dua Lipa Don't Delete the Kisses − Wolf Alice   |
| 33. | 18. 08. | Cici Mici − Magnifico Dej se ustav − Nipke Lovilec sanj − Sandra Erpe                                                    | Whatever It Takes – Imagine Dragons If We Were Vampires – Jason Isbell Midnight – Jessie Ware                                 |
| 34. | 25. 08. | Daj srce – 2B It's a Shame – Benjamin Shock & Marina Martensson Ni blo prou – Dagi                                       | How Soon the Dawn – Jake Bugg Coco Caline – Julien Dore What About Us − Pink                                                  |
| 35. | 01. 09. | Gengsta Suita – Smaal Tokk A kdaj pokličeš koga, le ko si pijan – Iskreni kreteni Ljubim – Joe Krosher ft. Urška Baković | The Way You Used to Do – Queens of the Stone Age Look What You Made Me Do – Taylor Swift Walk on Water – 30 Seconds to Mars   |
| 36. | 08. 09. | 0,3 ljubezni – Sweet Peak feat. Laura Zapleši z mano – Taša Edina – Samo Sam feat. Sheby                                 | Bibia Be Ye Ye – Ed Sheeran Bad at Love – Halsey Two Ghosts – Harry Styles                                                    |
| 37. | 15. 09. | Pada dež – Monom feat. Robert Jukič in Nina Strnad Proklete vijolice − Mi2 Prosti pad − Nera                             | You're the Best Thing About Me − U2 Keine Angst − Casper feat. Dransal Too Good at Goodbyes − Sam Smith                       |
| 38. | 22. 09. | Lačni psi – Dežurni krivci Ulice – Emkej feat. Anina Brez besed – Kevin Koradin                                          | Cellar Door – Angus & Julia Stone Fenomenale – Gianna Nannini Up All Night – Beck                                             |
| 39. | 29. 09. | Valovi – Gašper feat. Zala Kralj Vreme za lubezen – Hamo & Tribute 2 Love Pri nas – Okustični                            | Split Stones – Maggie Rogers Spent the Day in Bed – Morrissey Cry Baby – Paloma Faith                                         |
| 40. | 06. 10. | Danes me ni – Leonart Shanti Shanti – Bilbi Vojak – Mistermarsh                                                          | Underdog – Banks Rockstar – Post Malone ft. 21 Savage Little of Your Love – Haim                                              |
| 41. | 13. 10. | Bežim − Neisha Jump in the Water − July Jones Za zmeraj − David & Anja Baš                                               | Winter − PVRIS Younger Now − Miley Cyrus On My Mind − Jorja Smith x Preditah                                                  |
| 42. | 20. 10. | Instabejb – 6 Pack Čukur Pressure of Your Pressure – Futurski Kralj zelenega peresa – Žiga Rustja                        | Alone – Jessie Ware Un' altra storia – Zucchero Holy Mountain – Noel Gallagher's High Fyling Birds                            |
| 43. | 27. 10. | Dobro je to – Gal Gjurin Anakin – MRFY Heartbeat – Alice Blue                                                            | Pray – Sam Smith Unknown (To You) – Jacob Banks Dum Surfer – King Krule                                                       |
| 44. | 03. 11. | V vesolje – Tretji kanu Maska – BO! Mirjam – Urban3some                                                                  | Bones of Saints – Robert Plant Porto vecchio – Julien Dore Life Goes On – E^ST                                                |
| 45. | 10. 11. | Povej – Raiven Utrip noči – King Foo Naju popelje – Alja Krušič                                                          | Kiwi – Harry Styles Taste – Rhye Always Ascending – Franz Ferdinand                                                           |
| 46. | 17. 11. | V Ljubljani − Bohem Šuolni − Iztok Mlakar Akustična voda − Lačni Franz                                                   | Havana − Camila Cabello Oh, vita − Jovanotti Call It What You Want − Taylor Swift                                             |
| 47. | 24. 11. | LV – Muff Talk About It – Koala Voice Lovim dež – Buh                                                                    | Walk on Water – Eminem ft. Beyonce Strangers – Sigrid World Gone Mad – Bastille                                               |
| 48. | 01. 12. | Ostala bova tu – Rudi Bučar in Lea Sirk Window – Seven Days in May Omamljeno telo – Joker Out                            | Fade – Lewis Capaldi Poetica – Cesare Cremonini Golden Slumbers – Elbow                                                       |
| 49. | 08. 12. | Vrni me – Avtomobili Dust of Time – Jardier Ptice letijo v neznano – Drevored                                            | Blackout – U2 Tell Me You Love Me – Demi Lovato One Last Song – Sam Smith                                                     |
| 50. | 15. 12. | Kako naj dokažem – Los Ventilos Lepa si – Nina Pušlar Hip Hop junak – Trkaj in Nipke                                     | Perfect – Ed Sheeran Saved – Khalid Grace – Rag'n'bone Man                                                                    |
| 51. | 22. 12. | Nočna scena − Brest in Vesna Zornik Božična − Neisha Najina zgodba − Žan Serčič                                          | Like Motherless Child − Moby Broken_People − Logic ft. Rag'n'Bone Man Out of My Head − Charli XCX feat. Tove Lo & Alma        |
| 52. | 29. 12. | Valovi – Gašper ft. Zala Kralj Roka v roki – Monolits Vede premikanja – Koala Voice                                      | Sign of the Times – Harry Styles Gentle Storm – Elbow Feel It Still – Portugal. The Man                                       |

### 2018
| #   | Datum   | Domača | Tuja |
| --- | ------- | --- | --- |
| 1.  | 05. 01. | Erik Platon & Problemi − Odveč Emkej ft. Mrigo − Hvala Hip Hop Flirrt − Nič od nič                                                   | Francis & The Lights − Just for Us Eminem ft. Ed Sheeran − River The Wombats − Turn                                                      |
| 2.  | 12. 01. | Orlek – Okna Lea Sirk – Back to Being Me BQL – Zimska                                                                                | Justin Timberlake – Filthy Kendrick Lamar & SZA – All the Stars Bruno Mars & Cardi B. – Finesse                                          |
| 3.  | 19. 01. | Mojca – Brez meja Koala Voice – Sierra Razpaljot – Idejam dovoli                                                                     | Nathaniel Rateliff & The Night Sweats – You Worry Me Troye Sivan – My, My, My Jack White – Connected by Love                             |
| 4.  | 26. 01. | Bilbi – Svet pod nama Kevin Koradin – Spomni se Heron – Two Lovers                                                                   | Dua Lipa – IDGAF Emma – L'Isola Taylor Swift ft. Ed Sheeran, Future – End Game                                                           |
| 5.  | 02. 02. | Big Foot Mama – Sanja se ti ne Mito – Bratstvo in estradstvo Matematika ft. Tomi M. – Napačen čas                                    | Justin Timberlake ft. Chris Stapleton – Say Somethin' Detour – Bez tebe Queens of the Stone Age – Feet Don't Fail Me                     |
| 6.  | 09. 02. | Fed Horses – Sinner Ketrin Nera – Morje je tam na levi Sare Havlicek feat. Vaarka – Like You Wanna Do                                | Editors – Magazine First Aid Kit – Fireworks Kylie Minogue – Dancing                                                                     |
| 7.  | 16. 02. | DMP – Tinta in pero (Hip hop) MRFY – Tretje oko Neomi – Moviestar                                                                    | Chvrches – Get Out Drake – God's Plan Rudimental ft. Jess Glynne, Macklemore & Dan Caplen – These Days                                   |
| 8.  | 23. 02. | Leonart – Divji ritem Liamere – Manitoba Torul – Explain                                                                             | MGMT – Me and Michael James Bay – Wild Love The Weeknd & Kendrick Lamar – Pray for Me                                                    |
| 9.  | 02. 03. | Marina Martensson – Blizu Raiven – Daleč stran Gašper ft. Zala Kralj – Baloni                                                        | Janelle Monáe – Make Me Feel Ermal Meta & Fabrizio Moro – Non mi avete fatte niente Ryan Adams – Baby, I Love You                        |
| 10. | 09. 03. | Katalena – Človek ni zver Deadly Smile – Inside My Head Ina Shai – V nebo                                                            | Chris Cornell – You Never Knew My Mind Maître Gims ft. Super Sako, Hayko – Mi gna The Kills – List of Demands                            |
| 11. | 16. 03. | GeDoRe – Da pozabiva Hamo & Tribute2Love – Ona gre Isobel – Manifest                                                                 | Rhye – Song for You Camille – Je ne mâche pas me mots Soccer Mommy – Your Dog                                                            |
| 12. | 23. 03. | Tina Marinšek feat. Zlatko – Ta sneg Lusterdam – Lepo mi godrnjaš El Kachon – Krog                                                   | Lykke Li – Time in a Bottle Madame Monsieur – Mercy Leon Bridges – Bet Ain't Worth the Hand                                              |
| 13. | 30. 03. | Indigo – Vesna Tabu – Hodi sam Fed Horses – Love Tree                                                                                | George Ezra & First Aid Kit – Hold My Girl Emma – Effetto domino Wolf Alice – Sadboy                                                     |
| 14. | 06. 04. | BO! – Drugi krog Hyu ft. Saša Lešnjek & Heiwa – What It Means Mila – Svoboda                                                         | Pearl Jam – Can't Deny Me Bausa – Was du Liebe nennst James Bay – Pink Lemonade                                                          |
| 15. | 13. 04. | Batista Cadillac – Pust me do besede Neisha – Prihaja maj John F. Doe – Povej naglas                                                 | John Legend ft. BloodPop – A Good Night Laura Pausini – Frasi a metà Shawn Mendes – In My Blood                                          |
| 16. | 20. 04. | Lamai – Vdihni me Bordo – Lai lai svet Jakob Kobal – Goodminds                                                                       | Calvin Harris ft. Dua Lipa – One Kiss Halsey ft. Big Sean, Stefflon Don – Alone Florence + The Machine – Sky Full of Song                |
| 17. | 27. 04. | Pepson ft. Tony & Sunny – Pridi na Goričko Amaya – Concrete Muff – Ti si ta                                                          | The Weeknd – Call Out My Name Hoshi – Ta marinière Janelle Monáe ft. Grimes – Pynk                                                       |
| 18. | 04. 05. | Emkej – Rdeče oči Demolition Group – Nostalgija Žan Serčič – 1000x                                                                   | Ghali – Cara Italia Kendrick Lamar ft. Zacari – Love Maître Gims ft. Vianney – La même                                                   |
| 19. | 11. 05. | La Serpentine – Črnobel Duhovi – A boš zraven? Zablujena generacija – Razvajena (do konca)                                           | Chvrches – Miracle James Bay – Us Editors – Darkness at the Door                                                                         |
| 20. | 18. 05. | Manouche – Najboljši par MRFY – Ti dam Anika Horvat – Ko se prebuja dan                                                              | Arctic Monkeys – Four Out of Five Motta – La nostra ultima canzone Ariana Grande – No Tears Left to Cry                                  |
| 21. | 25. 05. | Uma – Čarobni vrt Buh – Mesto Bohem – Značaj                                                                                         | Albin Lee Meldau – I Need Your Love Lykke Li – Utopia Manic Street Preachers – Hold Me Like a Heaven                                     |
| 22. | 01. 06. | Cosmo Daivat – Jutro (bo utišalo nemire) Junema – Odčarana Los Ventilos – Bolj počasi                                                | Leon Bridges – Beyond Alice in Chains – The One You Know John Mayer – New Light                                                          |
| 23. | 08. 06. | Luto – Meso Siddharta – Medrevesa Leonart – Pot do zvezd                                                                             | Gorillaz ft. George Benson – Humility Christine and the Queens – Damn, dis-moi Maroon 5 ft. Cardi B. – Girls Like You                    |
| 24. | 15. 06. | Gušti – Milijoni trenutkov Thomas March & The Red Attic Collective – Last Chance Tretji kanu – Nekaj je                              | Lily Allen – Lost My Mind Carl Brave ft. Francesca Michielin & Fabri Fibra – Fotografia Dave Matthews Band – Samurai Cop (Oh Joy Begin)  |
| 25. | 22. 06. | 2B – Midva sva HYU feat. Saša Lešnjek & C.T.B.M. – Worst Špela Cesar – Za hip                                                        | Jorja Smith – Blue Lights Boomdabash & Loredana Bertè – Non ti dico no Lenny Kravitz – Low                                               |
| 26. | 29. 06. | Nipke – Popoln lajf K.A.T. – Secret Messiah Okustični – Ta noč je moja                                                               | The Kooks – All the Time Detour – Vikend Sam Smith – Baby, You Make Me Crazy                                                             |
| 27. | 06. 07. | Lusterdam – Moram Indigo – Tih deževen dan John F. Doe – Poletni trip                                                                | George Ezra – Shotgun Drake ft. Michael Jackson – Don't Matter to Me Paul McCartney – Come On to Me                                      |
| 28. | 13. 07. | Big Foot Mama – Normalen Seven Days in May – Kate Moss Jernej Zoran ft. Nina Radkovič – Oda                                          | Justin Timberlake – Soulmate Calogero – 1987 Snow Patrol – Empress                                                                       |
| 29. | 20. 07. | Lea Likar – Vsi vedo Deadly Smile – Although Jarc Gregorin Trio – Lep prelesten dan                                                  | Thirty Seconds to Mars – Rescue Me Jovanotti – Viva la libertà Tom Grennan – Barbed Wire                                                 |
| 30. | 27. 07. | Drill – Tvoje sporočilo Zlatko ft. Severa Gjurin – Karavana gre naprej Samo Sam – Za lepši svet                                      | Negramaro – Amore che torni Muse – Something Human Christine and the Queens – Doesn't Matter (Voleur de soleil)                          |
| 31. | 03. 08. | Xequtifz – Ti lahko vse Lea Sirk – Moj profil El Kachon – Peti greh                                                                  | Diplo & MǾ – Sun in Our Eyes Hooverphonic – Romantic Childish Gambino – Feels Like Summer                                                |
| 32. | 10. 08. | Mila – Jaz bi šla naprej Počeni škafi – Ne bom te več dušil Severa in Gal Gjurin – Lahko noč, skrbi                                  | Anna Calvi – Don't Beat the Girl Out of My Boy Twenty One Pilots – Jumpsuit Cigarettes After Sex – Crush                                 |
| 33. | 17. 08. | Erik Platon & Problemi – Enako drugačna Katja Koren – How Do I Do Saša Lešnjek – Najino poletje                                      | Ariana Grande – God Is a Woman Imagine Dragons – Natural Kacey Musgraves – High Horse                                                    |
| 34. | 24. 08. | Fed Horses – Leaving Jure Lesar – Mestno kolo Thomas March & Jampa Ai Collective – Chaos Is My Rhythm                                | Ella Mai – Boo'd Up Robyn – Missing U The Kooks – Four Leaf Clover                                                                       |
| 35. | 31. 08. | Le Serpentine – Le naprej Nipke – Če ne boš probu Žiga Rustja & Anika – Nov list                                                     | Calvin Harris & Sam Smith – Promises Bring Me the Horizon – Mantra Arctic Monkeys – Tranquility Base Hotel Casino                        |
| 36. | 07. 09. | Emkej – Avgusta Siddharta – A.M.L.P. Flirrt – 20 let nazaj                                                                           | Troye Sivan ft. Ariana Grande – Dance to This Christine and the Queens – 5 Dollars Marshmello ft. Bastille – Happier                     |
| 37. | 14. 09. | Luka Sešek & Proper – Mladost MRFY – Umru zate SBO by Shao ft. ZaHan$olo – Arsen                                                     | Hozier ft. Mavis Staples – Nina Cried Power Malika Ayane – Stracciabudella Twenty One Pilots – My Blood                                  |
| 38. | 21. 09. | Slepakura ft. Maya – Tete strici Hamo & Tribute2Love ft. Rudi Bučar – Dolgo nisva pila Natriletno kolobarjenje s praho – Ko svet spi | Lana Del Rey – Marines Apartment Complex Billie Marten – Mice Sonya – Zjene kao sunca                                                    |
| 39. | 28. 09. | Čedahuči – Lahko sem srce in lahko sem kvadrat Liamere – Dakota Lusterdam – Mesec                                                    | Mumford & Sons – Guiding Light Silk City, Dua Lipa ft. Diplo, Mark Ronson – Electricity Khalid – Better                                  |
| 40. | 05. 10. | Kevin Koradin – Visoko Zala Kralj & Gašper Šantl – S teboi Lumberjack – Kralj                                                        | Maître Gims – Le Pire Tom Walker – Angels Boris Štok – Dodiri                                                                            |
| 41. | 12. 10. | Leonart & Bilbi – Daleč stran Domen Don Holc – Getting High With You Nula Kelvina – Veliki sinji hit                                 | Lady Gaga & Bradley Cooper – Shallow Christine and the Queens – La marcheuse Muse – Pressure                                             |
| 42. | 19. 10. | Haiku Garden – Hazel Nipke – Ina Neomi – Beautiful Distractions                                                                      | Sigrid – Sucker Punch Young the Giant – Superposition Jess Glynne – 123                                                                  |
| 43. | 26. 10. | Generator – Open Eyes Zmelkoow – Ljubezen Katalena – Mrzle so njive                                                                  | Jessie Ware – Overtime Friendly Fires – Heaven Let Me In Paloma Faith – Loyal                                                            |
| 44. | 02. 11. | Mrfy – Tebe Hana Mačkovšek – Zdaj Kalu – Sea of 2                                                                                    | Leon Bridges – If It Feels Good Sidecars – Amasijo de huesos Macy Gray – Over You                                                        |
| 45. | 09. 11. | Društvo mrtvih pesnikov – Astronavt Neisha – Neko drugo tisočletje Nude – Kakšen dan                                                 | Halsey – Without Me Rosalía – Pienso en tu mirá Maggie Rogers – Fallingwater                                                             |
| 46. | 16. 11. | Jackson – Zvezdni popotnik Tretji kanu – Umakni se Cosmo Daivat – Soncu kradem zvezde                                                | Lewis Capaldi – Grace Mumford & Sons – If I Say Greta Van Fleet – You're the One                                                         |
| 47. | 23. 11. | Los Ventilos – Jeseni Werefox – Pretty Girl Needs a Bath Nina Pušlar – Za naju                                                       | Ella Mai – Trip Zaz – Qué vendrá Blossoms – How Long Will This Last?                                                                     |
| 48. | 30. 11. | Dan D – Boli me k Mirko Grozny – Svet je slep Elvis Jackson – Can't Get Enough                                                       | Hozier – Movement Hedoneast – Putujem Anderson Paak ft. Kendrick Lamar – Tints                                                           |
| 49. | 07. 12. | Emkej X Roots in Session – Lažete Vazz – Individum Matter – Sedimenti                                                                | The 1975 – It's Not Living (If It's Not With You) Marco Mengoni – Voglio Elle King – Shame                                               |
| 50. | 14. 12. | Samo Budna – Sonce nad oblaki Le Serpentine – Skalca White Moods in Jana Sen – Hej, ti!                                              | Ariana Grande – Thank U, Next! Sido – Tausend Tattoos Mark Ronson ft. Miley Cyrus – Nothing Breaks Like a Heart                          |
| 51. | 21. 12. | Manouche – Za božič bom doma Gaja Prestor – Decembra Vlado Kreslin – Vse se da                                                       | Aloe Blacc – I Got Your Christmas Right Here Michael Bublé – Love You Anymore John Legend ft. Stevie Wonder – What Christmas Means to Me |
| 52. | 28. 12. | Karra – Ne laži BQL – Peru Mrfy – Omama                                                                                              | Morrissey – Back on the Chaingang Arctic Monkeys – Anyways Razorlight – Carry Yourself                                                   |

### 2019
| #   | Datum   | Domača | Tuja |
| --- | ------- | --- | --- |
| 1.  | 04. 01. | Batista Cadillac – Pust me do besede Cosmo Daivat – Jutro (bo utišalo nemire) Čedahuči – Lahko sem srce in lahko sem kvadrat | Leon Bridges – Beyond Christine and the Queens ft. Dâm-Funk – Damn, dis-moi Hozier ft. Mavis Staples – Nina Cried Power                                       |
| 2.  | 11. 01. | Brest feat. Vesna Zornik – Bluz Bo! – Padava Anja Kotar – Modern Galileo                                                     | Anastasio – La fine del mondo Dermot Kennedy – Young & Free Amir – Longtemps                                                                                  |
| 3.  | 18. 01. | Muff – Giselle DMP – Padalo za strah Manca Berlec – Milijon zvezd                                                            | Kacey Musgraves – Wonder Woman Bring Me the Horizon – Medicine Mia – Ovaj grad                                                                                |
| 4.  | 25. 01. | Doša – Ego manijak Brutalna romantika – Clumsy Man Bordo – Zakaj?                                                            | Sam Smith ft. Normani – Dancing with a Stranger Ariana Grande – 7 Rings Cigarettes After Sex – Neon Moon                                                      |
| 5.  | 01. 02. | 2B – Najini koraki Žiga – Not Knowing You Clemens – Poletel bi                                                               | Calvin Harris & Rag'n'Bone Man – Giant Slash ft. Myles Kennedy & The Conspirators – Mind Your Manners James Blake ft. Travis Scott & Metro Boomin − Mile High |
| 6.  | 08. 02. | Tabu – Love sistem Kevin Koradin – Vse ali nič Žan Serčič feat. Leya – Tebe ne dam                                           | Florence & The Machine – Moderation Dua Lipa – Swan Song Dido – Give You Up                                                                                   |
| 7.  | 15. 02. | Los Ventilos feat. Raiven – 100krat (Okoli mene) Samantha Maya – Do neba Koala Voice – Ker tu je vse tako lepo               | Empire of the Sun – Chrysalis Mahmood – Soldi Brendi Carlile – Party of One                                                                                   |
| 8.  | 22. 02. | Hamo & Tribute2Love – Lepe stvari Okustični – Metulji plešejo Dagi – Kdo te meni je poslal                                   | Gary Clark Jr. – Pearl Cadillac Bille Eilish – Bury a Friend White Lies – Tokyo                                                                               |
| 9.  | 01. 03. | Jure Lesar – Drugačen Fed Horses – Ti ne poznaš konjev Batista Cadillac – Stop                                               | Ariana Grande – Break Up with Your Girlfriend, I'm Bored Einar – Parole nuove Vampire Weekend – Harmony Hall                                                  |
| 10. | 08. 03. | Christine Zadnikar – S.R.C.E. Zala Kralj in Gašper Šantl – Sebi Mrfy – Recall                                                | Leon – You and I Anna of the North – Leaning on Myself Cardi B & Bruno Mars – Please Me                                                                       |
| 11. | 15. 03. | Pavlov – Lov Siddharta – Jaz San Di Ego – Zdaj je čas                                                                        | Christine and the Queens – Comme si Mumford & Sons – Beloved Jade Bird – I Get No Joy                                                                         |
| 12. | 22. 03. | Big Foot Mama – Vabilo v maj Lea Sirk ft. Tomy DeClerque – My Moon Dan D – Ožina                                             | John Mayer – I Guess I Just Feel Like Marshmello ft. Chvrches – Here With Me Khalid – Talk                                                                    |
| 13. | 29. 03. | By the Books – 1000 stvari Mrigo & Ghet ft. Drill – Fonkdat Jakob Kobal – Towards the Sea                                    | Maren Morris – GIRL Dave – Black Ligabue – Certe donne brillano                                                                                               |
| 14. | 05. 04. | John F. Doe – Puščava Werefox – This In-Sync-Thing Mrfy – BBY                                                                | Billie Eilish – Bad Guy Tame Impala – Patience Mahalia – Do Not Disturb                                                                                       |
| 15. | 12. 04. | Cosmo Daivat – Snov mojih sanj Raiven – Širni ocean Društvo mrtvih pesnikov – Formula časa                                   | Ellie Goulding – In This Together The Kolors & Elodie – Pensare male The Amazons – Mother                                                                     |
| 16. | 19. 04. | Le Serpentine – Zadeta od interneta Lola in Red – Torn Tamara Goričanec – Sledi                                              | Zazie – L'Essenciel BTS ft. Halsey – Boy With Luv Levante – Andrà tutto bene                                                                                  |
| 17. | 26. 04. | K.A.T. – Imaginative Man Lumberjack – Čist vse Mr. Darwin Chill ft. Martina Majerle – Rain in the Desert                     | Lizzo – Juice Madonna ft. Maluma – Medellín Jade Bird – My Motto                                                                                              |
| 18. | 03. 05. | Lusterdam – S kolesom sem prišel Zala – A J Kevin Koradin – Noro srce                                                        | Mark Ronson ft. Lykke Li – Late Night Feelings Bruce Springsteen – Hello Sunshine The National – Light Years                                                  |
| 19. | 10. 05. | Jernej Zoran ft. Nina Radković – Stik Manca Berlec – Kadilka Rudi Bučar – Plešem                                             | The Black Keys – Eagle Birds Rammstein – Radio Vampire Weekend – This Life                                                                                    |
| 20. | 17. 05. | Emkej – Veš, kaj bi ti mogo Indigo – Ajdovska Matic Marentič – Len dan                                                       | Mumford & Sons – Woman Urban & 4 – Iskra Ed Sheeran & Justin Bieber – I Don't Care                                                                            |
| 21. | 24. 05. | Nina Pušlar – Svet na dlani Happy Ol'McWeasel – Break Them Bones Nera – Rabljeno dekle                                       | Noel Gallagher's HFB – Black Star Dancing Nek – La storia del mondo Anderson Paak ft. Smokey Robinson – Make It Better                                        |
| 22. | 31. 05. | Leonart – Iskre v očeh Futurski – Bad Dreams Jure Lesar – Oči očeta                                                          | Lana Del Rey – Doin' Time Taron Egerton – Rocket Man Fast Animals and Slow Kids – Radio Radio                                                                 |
| 23. | 07. 06. | Balladero in Jadranka Juras – Še živim Persons from Porlock – Carnal Error Blu.Sine – Mir                                    | The Raconteurs – Help Me Stranger Hozier – Almost (Sweet Music) Bruce Springsteen – There Goes My Miracle                                                     |
| 24. | 14. 06. | Gaja Prestor – Najino nebo zalagasper – Come to Me Le Serpentine – Vrtiljak                                                  | Miley Cyrus – Mother's Daughter Sufjan Stevens – Love Yourself Rosalía – Aute Cuture                                                                          |
| 25. | 21. 06. | Thomas March & Batista Cadillac – Neviden (Ali veš, da me ljubiš) Fat Butlers – Se ne vdam Uma – Le začuti                   | Taylor Swift – You Need to Calm Down Jovanotti – Nuova era Liam Gallagher – Shockwave                                                                         |
| 26. | 28. 06. | Lea Sirk – Po svoje Rudolf Gas – Svet planet Fed Horses – Spremembe                                                          | Volbeat – Last Day Under the Sun Ligabue – Polvere di stelle Bring Me the Horizon – Mother Tongue                                                             |
| 27. | 05. 07. | Tabu – Na konicah prstov Indigo – Škržati Kiwi Flash – Dežela Nela                                                           | Shawn Mendes & Camila Cabello – Señorita Madonna – God Control Ed Sheeran ft. Khalid – Beautiful People                                                       |
| 28. | 12. 07. | Isobel – Mali glas Hamo & Tribute 2 Love – Pomlad Orlek – Bouncer Štefi                                                      | Angèle – Balance ton quoi The Black Keys – Go Revolverheld – So wie jetzt                                                                                     |
| 29. | 19. 07. | Okustični – Se vrti (Ko si na tleh) Xequtifz – Iconic 2B – Kot morje                                                         | Beyoncé – Spirit Coez – Domenica The National – Rylan |
| 30. | 26. 07. | Nula Kelvina – Taksi Ortox & Ina Shai – Feel the Love Kevin Koradin & Dare Kaurič – Kdo so oni                               | Sam Smith – How Do You Sleep Blink 182 – Happy Days Post Malone ft. Young Thug – Goodbyes                                                                     |
| 31. | 02. 08. | Duhovi – Še ena ljubezenska pesem Fabricca – Predobro Mef in N.O.B. – Facebook brigade                                       | Lenny Kravitz – 5 More Days 'til Summer Bruce Springsteen – Western Stars Blossoms – Your Girlfriend                                                          |
| 32. | 09. 08. | Loom – Led Seven Days in May – Ready to Fight Emkej – Airplane Mode                                                          | Freya Ridings – Castles Of Monsters and Men – Wars Taylor Swift – The Archer                                                                                  |
| 33. | 16. 08. | Bombyx Lori – Gozd Ditka – Ne bodi, kar nisi John F. Doe – Hyde                                                              | Ariana Grande, Social House – boyfriend Foals – Black Bull HAIM – Summer Girl                                                                                 |
| 34. | 23. 08. | Hauptman – Send Me Flying Posebni gostje – S teboj Voranc Boh – Absurdno lepa                                                | Ali Gatie – It's You Michael Kiwanuka & Tom Misch – Money The National – Rylan                                                                                |
| 35. | 30. 08. | Siddharta – Blizu Stella – Ocean Domen Don Holc – Feel Free                                                                  | Liam Gallagher – One of Us Charlie XCX ft. Sky Ferreira – Cross You Out Ed Sheeran ft. Stormzy – Take Me Back to London                                       |
| 36. | 06. 09. | Los Ventilos – Bipolarna By the Books – Še enkrat Le Serpentine – Majice kratke                                              | Maren Morris – The Bones Levante & Carmen Consoli – Lo stretto necesario Cigarettes After Sex – Heavenly                                                      |
| 37. | 13. 09. | Jure Lesar – Krila ptice Gušti – Še zorijo jagode Mi2 – Adam in Eva                                                          | John Mayer – Carry Me Away Billie Eilish – All the Good Girls Go to Hell Post Malone – Circles                                                                |
| 38. | 20. 09. | Joker Out – Gola Mrigo & Ghet – Naprvemmestu Futurski – Nothing Is Never an Option                                           | Green Day – Father of All... Halsey – Graveyard Sam Fender – The Borders                                                                                      |
| 39. | 27. 09. | Špela Cesar – Ostani Dan D – Malo pekla Deadly Smile – Inner Voice                                                           | Maître Gims & Sting – Reste Blink 182 – I Really Wish I Hated You Jovanotti – Prima che diventi giorno                                                        |
| 40. | 04. 10. | Carina – Oči Raiven – Kralj Babilona Hamo & Tribute 2 Love – Kje gori                                                        | Tegan & Sara – I'll Be Back Someday Foals – The Runner Beth Hart – Bad Woman Blues                                                                            |
| 41. | 11. 10. | Panda – Ena noga, en korak Koala Voice – Brainstorm Kevin Koradin – Čas                                                      | Lewis Capaldi – Bruises Vanessa Paradis – Vague à l'âme sœur Lizzo – Good As Hell                                                                             |
| 42. | 18. 10. | Lusterdam – Bele miši Neomi – Family Magnifico in Jan Jarni – Pegica                                                         | Harry Styles – Lights Up Elisa – Tua per sempre The Who – All This Music Must Fade                                                                            |
| 43. | 25. 10. | Karra – Spet in spet Otrok osemdesetih – Neon Lola in Red – Povej                                                            | Nick Cave & The Bad Seeds – Waiting for You Boris Štok ft. Nataša Janjić – Još uvijek Marilyn Manson – God's Gonna Cut You Down                               |
| 44. | 01. 11. | Tretji kanu – Atom zalagasper – Signals Lana Škof – Odpelji me                                                               | Coldplay – Orphans Marco Mengoni – Duemila volte James Arthur – Quite Miss Home                                                                               |
| 45. | 08. 11. | Okustični – Enkratna, neponovljiva K.A.T. – Un bacio di luna Zlatko – Bodi dober, bodi kul                                   | King Princess – Ain't Together Mumford and Sons – Blind Leading the Blind Dua Lipa – Don't Start Now                                                          |
| 46. | 15. 11. | Vlado Kreslin – Kaj naj ti prinesem, draga Lumberjack – Eden tistih Mrfy – Heaven & Hell                                     | George Michael – This Is How Emma – Io sono bella Ozzy Osbourne – Under the Graveyard                                                                         |
| 47. | 22. 11. | Društvo mrtvih pesnikov – Od zibelke do groba Lea Sirk – V dvoje Rudi Bučar – Kakšni so takšni                               | Michael Kiwanuka – Hero Billie Eilish – Everything I Wanted Beck – Everlasting Nothing                                                                        |
| 48. | 29. 11. | Bort Ross – Do takrat Fed Horses – Jaz in nebo Year of the Rookie – My Soul                                                  | U2 & A.R. Rahman – Ahimsa Clara Luciani – Nue Mark Ronson & Anderson Paak – Then There Were Two                                                               |
| 49. | 06. 12. | Nina Pušlar – Pusti me Leonart – Vrh sveta Eva Pavli – Zbudi me                                                              | Bring Me the Horizon – In the Dark Jovanotti – La Luna Piena Harry Styles – Watermelon Sugar                                                                  |
| 50. | 13. 12. | Siddharta – Črnobelo (ID20) Jakob Kobal – Mother Klon – Bam! Bam! Bam!                                                       | Alanis Morissette – Reasons I Drink Weeknd – Heartless Camila Cabello – Living Proof                                                                          |
| 51. | 20. 12. | Domen Don Holc – Friend in a Bar Adrijana Lorber – Kdo ve Neomi – Silent                                                     | Halsey – Finally // beautiful stranger Lewis Capaldi – Before You Go Haim – Hallelujah                                                                        |
| 52. | 27. 12. | Ninette – Plešem sama Wckd Nation – The Swan King Indigo – Hrasti                                                            | Harry Styles – Adore You Billie Eilish – xanny Sam Fender – All Is On My Side                                                                                 |

### 2020
| #   | Datum             | Domača | Tuja |
| --- | ----------------- | --- | --- |
| 1.  | 03. 01.           | Jure Lesar – Drugačen Bort Ross – Do takrat Los Ventilos – Bipolarna                                                      | Post Malone – Circles Maren Morris – The Bones Urban&4 – Iskra                                                  |
| 2.  | 10. 01.           | Kokosy – Ranjena Happy Ol'McWeasel – See You Tomorrow Brest ft. Vesna Zornik – Zlato                                      | Dua Lipa – Future Nostalgia Ed Sheeran ft. Ella Mai – Put It All on Me Stormzy – Do Better                      |
| 3.  | 17. 01.           | Itch – Dreams Raiven – Ti (živo) Ptice – Jutro                                                                            | Selena Gomez – Rare Justin Bieber – Yummy Gabrielle Aplin & Nina Nesbit – Miss You 2                            |
| 4.  | 24. 01.           | Dežurni krivci – Rojeni brez imena Hamo & Tribute2Love – Prva vrsta Sladica ft. Lara Love – Klic na pomoč                 | Gregory Porter – Revival Mahmood – Rapide Mac Miller – Good News                                                |
| 5.  | 31. 01.           | Imset – Upornika z razlogom Bowrain ft. Kalu – Back to (the) Nature Potnik – Retrospektiva                                | Blossoms – The Keeper Pearl Jam – Dance of the Clairvoyants Nathaniel Rateliff – What a Drag                    |
| 6.  | 07. 02.           | Dravle R. ft. zalagasper & Ezra – Ubijalci sanj Kevin Koradin – Zima Elvis Jackson – Loser (2020)                         | Tame Impala – Lost in Yesterday Alicia Keys – Underdog Louis Tomlinson – Walls                                  |
| 7.  | 14. 02.           | Jure Lesar – Je kaj novega Pia Nina – Tukaj in zdaj Fed Horses – Zahodno dekle                                            | Meek Mill & Justin Timberlake – Believe Diodato – Fai rumore Christine and the Queens – People, I've Been Sad   |
| 8.  | 21. 02.           | Lusterdam – Tam drevesa rastejo počasi Balladero – Ponesi me Isobel – Severna                                             | Celeste – Stop This Flame The Weeknd – Blinding Lights Hayley Williams – Simmer                                 |
| 9.  | 28. 02.           | Bo! – Kot da me ni NoAir – Igrá Hauptman – Sometimes                                                                      | Billie Eilish – No Time to Die Asgeir – Pictures The Strokes – Bad Decisions                                    |
| 10. | 06. 03.           | Andropavza – Preštej do tri zalagasper – Box Kiwi Flash – Gramofon                                                        | Biffy Clyro – Instant History Jessie Ware – Spotlight Pinguini Tattici Nucleari – Ringo Starr                   |
| 11. | 13. 03.           | 2B − Kje so rože Petra Ambrož – Lažje je vse Potnik – Tuje roke                                                           | Haim – The Steps Harry Styles – Falling Pearl Jam – Superblood Wolfmoon                                         |
| 12. | 20. 03.           | Simon Vadnjal – Nisi sam Darka – Sonce, zemlja, zvezde Mi2 – Kakor nekoč                                                  | The Killers – Caution Róisín Murphy – Murphy's Law Coldplay – Champion of the World                             |
| 13. | 27. 03.           | Joker Out – Vem, da greš Zmelkoow – Kaj nam fali? Anomalo – Opij                                                          | Nothing But Thieves – Is Everybody Going Crazy BTS ft. Sia – On Foals – Wash Off                                |
| 14. | 03. 04.           | Tretji kanu – Plovemo Ana Soklič – Voda Emkej – Oblast                                                                    | Dua Lipa – Break My Heart Levante – Tikibombom Incubus – Our Love                                               |
| 15. | 10. 04.           | Mef in NOB – Preštej do 10 Haiku Garden – Rosetta (Izštekani) Martín & Thomas March Collective – Moje napake (Na skrivaj) | Frank Ocean – Dear April Alessia Cara – I Choose Sam Hunt – Hard to Forget                                      |
| 16. | 17. 04.           | Vazz – Jetnik uma Sladica ft. Marina Martensson – I Would Do Pavlov – Stolpi                                              | The Strokes – Brooklyn Bridge to Chorus Black Pumas – Colors Twenty One Pilots – Level of Concern               |
| 17. | 24. 04.           | Neisha – Pismo papežu Seven Days in May – Norway Dovč & Gombač – V blazinah vonj ostal je tvojih las                      | Dixie Chicks – Gaslighter Drake – Tootsie Slide Fiona Apple – Drumset                                           |
| 18. | 01. 05.           | Kühlschrank – To ni tvoj svet Generator – Sonce Adrijana – Vsemirje                                                       | The Rolling Stones – Living in a Ghost Town Clueso – Tanzen Evanescence – Wasted on You                         |
| 19. | 08. 05.           | Društvo mrtvih pesnikov – Hello Dan D – Ne naredi mi tega Manu – Only Love                                                | The Killers – Fire in Bone Chvrches – Forever Moby ft. Apollo Jane – Too Much Change                            |
| 20. | 15. 05.           | Lumberjack – Krik svobode Stray Train – Worked It Out Wrong El Kachon – Mi nismo                                          | Vianney – N'attendons pas Ariana Grande & Justin Bieber – Stuck with U Pocket Palma – Sjećanja                  |
| 21. | 22. 05.           | Hamo & Tribute2Love – Naprej (akustična) Stalker – Ona Paul Grem – Pot                                                    | Editors – From the Outside Mumford & Sons – Forever (Garage version) Volbeat – Leviathan                        |
| 22. | 29. 05.           | Okustični in Jadranka Juras – Po tisti dolgi poti Amaya – Trust Issues Prismojeni profesorji bluesa – Slej al prej        | Biffy Clyro – Tiny Indoor Fireworks Haim – Don't Wanna The 1975 – If You're Too Shy (Let Me Know)               |
| 23. | 05. 06.           | Jure Lesar – Parfum By the Books ft. Lovro Ravbar – 24/7 T.M.S. Crew ft. Miha Zore – Kar seješ, to žanješ                 | Sam Smith & Demi Lovato – I'm Ready Cigarettes After Sex – You're All I Want Sia – Together                     |
| 24. | 12. 06.           | Rudi Bučar – Otroci tistega časa Zala – Balance Brest ft. Vesna Zornik – Japonski gozd                                    | Jessie Ware – Save a Kiss Jason Isbell and the 400 Unit – Only Children Pearl Jam – Retrograde                  |
| 25. | 19. 06.           | Batista Cadillac − Magnolije freekind. – This Too Shall Pass Imset – Lajf                                                 | Lennon Stella ft. Charlie Puth – Summer Feelings Sigma ft. John Newman – High on You Jake Bugg – Rabbit Hole    |
| 26. | 26. 06.           | K.A.T. – The Loop Jacuzzy Krall & Monstrumental – Pozabu sm nate Murat & Jose – Captamur (live)                           | Leon Bridges ft. Terrace Martin – Sweeter Honne – No Song Without You Surfaces ft. Elton John – Learn to Fly    |
| 27. | 03. 07.           | Los Ventilos – Spodaj zebe Hauptman – Waste Time Vlado Kreslin – Life Is Today                                            | Aloe Blacc − My Way Bob Dylan – Goodbye Jimmy Reed Oh Wonder – Don't You Worry                                  |
| 28. | 10. 07.           | Boštjan Velkavrh − Virus na duši zalagasper – Origami Andraž Hribar – Da si še                                            | CeeLo Green – For You Blackpink – How You Like That Glass Animals – Heat Waves                                  |
| 29. | 17. 07.           | Domen Don Holc & Thomas March Collective – Kam da dam (Povej mi stvari) AKA Neomi – The View Tretji kanu – Dežnik narobe  | Juice Wrld ft. Marshmello – Come & Go Levante – Sirene Nothing But Thieves – Real Love Song                     |
| 30. | 24. 07.           | Big Foot Mama – Nekaj je na njej Bordo – Ghosts Žiga Rustja – Pridi greva                                                 | Lianne La Havas – Can't Fight The Rolling Stones – Criss Cross Katy Perry – Smile                               |
| 31. | 31. 07.           | Drago Mislej Mef & NOB – Bel papir Multiversal ft. Jonathan Hoard – Back to You Doša – Ne delam na pol                    | James Bay – Chew on My Heart Kylie Minogue – Say Something Maroon 5 – Nobody's Love                             |
| 32. | 07. 08.           | Okttober – Obljube Miró – Ne razumem Babooni – Le spomin                                                                  | Taylor Swift – Cardigan Bad Bunny, Dua Lipa & Tainy – Un dia (One Day) LP – The One That You Love               |
| 33. | 14. 08.           | Lara Love & Sky – Greva en gir Younite – Dvajseta Leonart – Do morjá                                                      | Billie Eilish – My Future Tom Walker – Wait for You Pretenders – I Didn't Know When to Stop                     |
| 34. | 21. 08.           | Astrid in Avantgarden – Črno pero Sladica ft. Ghet – Se smejim Sara Lamprečnik – Čeprav te ni                             | Miley Cyrus – Midnight Sky The Killers – My Own Soul's Warning Alicia Keys ft. Khalid – So Done                 |
| 35. | 28. 08.           | Manouche – Dejva Grizl – Pod pritiskom Gedore – Glej                                                                      | The 1975 – Guys Biffy Clyro – Space LANY – you!                                                                 |
| 36. | 04. 09.           | Take Off – Nazaj v maj Dagi – In srce spet poleti Severa Gjurin – Sonce                                                   | London Grammar – Baby, It's You BTS – Dynamite Annalisa – Graffiti                                              |
| 37. | 11. 09.           | Klon – Iskra Infected – Bejbi Skeebeep – Kaktus                                                                           | The Smashing Pumpkins – Cyr The Struts ft. Robbie Williams – Strange Days Deftones – Ohms                       |
| 38. | 18. 09.           | Silence – Mladost Andraž Hribar – Jaz se ne dam Samantha Maya – Glas                                                      | Chris Stapleton – Starting Over Tiziano Ferro – Rimmel Finneas – What They'll Say About Us                      |
| 39. | 25. 09.           | Scotch & Tomi M. – Bomo Triiiple ft. Emkej & Neisha – Slika Anomalo – Utrip                                               | Bruce Springsteen – Letter to You Celeste – Little Runaway Billie Joe Armstrong – Kids in America               |
| 40. | 02. 10.           | Rudi Bučar – Kambjale so čase Jadranka Juras – Tih deževen dan Lombardo – Kriminal                                        | Sam Smith − Diamonds Marshmello & Demi Lovato – OK Not to Be OK Gus Dapperton – Bluebird                        |
| 41. | 09. 10.           | Mistermarsh – Malo znoriš Tretji kanu – Čuvaji rek 2B – Čez telo                                                          | Fleet Foxes – Can I Believe You Kylie Minogue – Magic Royal Blood – Trouble's Coming                            |
| 42. | 16. 10.           | Monolits – Daj mi zgodbo Mi2 – Midva Tschimy – Hera                                                                       | London Grammar – Californian Soil AC/DC – Shot in the Dark Snoh Aalegra – Dying 4 Your Love                     |
| 43. | 23. 10.           | Koala Voice – Vertigo Stalker ft. Cherie – Think It Over KRT – Triler 7                                                   | Lykke Li – Bron Stevie Nicks – Show Them The Way Tom Petty – Leave Virginia Alone                               |
| 44. | 30. 10.           | Joker Out – Umazane misli Orlek – Adijo, klape Prismojeni profesorji bluesa – Prismojeni?                                 | King Princess – Only Time Makes It Human Harry Styles – Golden Sharon Van Etten – Let Go                        |
| 45. | 06. 11.           | Skova – Rap Michelangelo Smaal Tokk – Nestwy Vazz – Playboy                                                               | H.E.R. – Damage Nothing but Thieves – Impossible Ariana Grande – Positions                                      |
| 46. | 13. 11.           | Sladica ft. Urban Lutman – Manjkaš mi Lumberjack – Disko ljubav Okustični in Marko Črnčec – Zvezde                        | Gorillaz ft. Beck – The Walley of the Pagans Dua Lipa ft. Angèle – Fever Bring Me the Horizon – Teardrops       |
| 47. | 20. 11.           | Balladero – Drugačen svet Vlado Kreslin – Tista zakartana ura Big Foot Mama – Pot do sonca                                | Miley Cyrus ft. Stevie Nicks – Edge of Midnight Ligabue – La ragazza dei tuoi sogni Foo Fighters – Shame Shame  |
| 48. | 27. 11.           | Jure Lesar – Žeja Anu – Priznajva si Dagi in Luka Sešek – Jasno je nebo                                                   | James Blake – The First Time Ever I Saw Your Face Billie Eilish – Therefore I Am The Weeknd – Save Your Tears   |
| 49. | 04. 12.           | Hamo & Tribute2Love – Srce ne more več The Crossroads – Eye of Lie Ekvorna – A vidš kar vidm                              | BTS – Life Goes On Levante ft. Altarboy – Vertigine Tame Impala – Why Won't They Talk to Me                     |
| 50. | 11. 12.           | Leila Aleksandra – Kako dajati Magnifico – Say No When You Gotta Say Yes Zmelkoow – Veseli december                       | Phoebe Bridgers – Savior Complex Tiziano Ferro – E ti vengo a cercare Arlo Parks – Green Eyes                   |
| 51. | 18. 12.           | Okttober – Majhne sledi Taja – Ko rabiš Los Ventilos – Hvala za ovce                                                      | Taylor Swift – Willow Chris Stapleton – Devil Always Made Me Think Twice Shawn Mendes & Justin Bieber – Monster |
| 52. | 25. 12.           | zalagasper – Sto idej Okustični – Novoletna Tretji kanu – Na tem mestu                                                    | Ed Sheeran – Afterglow Paul McCarney – Find My Way Sam Smith – The Lighthouse Keeper                            |
| 53. | 31. 12. (četrtek) | Okttober – Obljube Fed Horses – Zahodno dekle Monolits – Daj mi zgodbo                                                    | Haim – The Steps Chris Stapleton – Starting Over Miley Cyrus – Midnight Sky                                     |

### 2021
| #   | Datum   | Domača | Tuja |
| --- | ------- | --- | --- |
| 1.  | 08. 01. | Batista Cadillac – Generacija neba Bombyx Lori – Zaspiš Happy Ol' McWeasel – Mickey Lad                         | Foo Fighters – No Son of Mine Celeste – Love Is Back Harry Styles – Treat People with Kindness                                                            |
| 2.  | 15. 01. | Mrigo & Ghet ft. Mito – Bratu Amaya – Goodbye Gedore – S tabo                                                   | Ligabue & Elisa – Volente o nolente Kings of Leon – The Bandit London Grammar – Lose Your Head                                                            |
| 3.  | 22. 01. | Vazz – Kaktus Anu – Modre luči Skova – Ahilova peta                                                             | Lana Del Rey – Chemtrails Over the Country Club Selena Gomez – De una vez Olivia Rodrigo – Drivers License                                                |
| 4.  | 29. 01. | Alo!Stari – Vse bi dal Vesna & Thomas March Collective – Vse stoji (Ne dojamem) Simon Vadnjal – Kam             | Bruce Springsteen – The Power of Prayer Zucchero – Facile Mogwai – Ritchie Sacramento                                                                     |
| 5.  | 05. 02. | Dagi & Monika Avsenik – Tisoč polnoči Wckd Nation ft. Vazz – Come Over, Come By Martins Martians – Prav naivno  | Morcheeba – Sounds of Blue Foo Fighters – Waiting on a War Arlo Parks – Hope                                                                              |
| 6.  | 12. 02. | Emkej – Fokus Pavlov – Odboj Stalker x Ghet – Sam še mal                                                        | Celeste – Tonight Tonight The Kolors – Mal di gola H.E.R. – Fight for You                                                                                 |
| 7.  | 19. 02. | Ember – Pepel Amaya – Sleep Alone Zmelkoow – Sendwitsch                                                         | Dua Lipa – We're Good The Splitters – Barbara Taylor Swift – Love Story (Taylor's Version)                                                                |
| 8.  | 26. 02. | Itch – Teči Jernej Zoran – All They Say, All They Do Jure Lesar – Si kaj utrujena                               | Gabby Barrett – I Hope Kings of Leon – Echoing Kelly Rowland – Flowers                                                                                    |
| 9.  | 05. 03. | Dan D – Bits Corti Collective – Stone Child Manouche – Ma sej je vseen                                          | Greta Van Fleet – Heat Above Wolf Alice – The Last Man on Earth AC/DC – Realize                                                                           |
| 10. | 12. 03. | Sintropija – Jezdec Lara Love & Sky – Himna Hoffman – Moment                                                    | Bruno Mars & Anderson Paak – Leave the Door Open Måneskin – Zitti e buoni Leon Bridges & Keith Young – Like a Ship                                        |
| 11. | 19. 03. | Tretji kanu – Daješ mi rože Regen – Wine Aleksandra Ilijevski – Ko imava sebe                                   | Celeste – Hear My Voice Kings of Leon – Stormy Weather Madame – Voce                                                                                      |
| 12. | 26. 03. | Leopold I. – Povej Boštjan Narat – Pusti kamne na tleh Taja – Poglej me                                         | London Grammar – How Does It Feel Jacob Banks – Found Lana Del Rey – White Dress                                                                          |
| 13. | 02. 04. | Smaal Tokk – Bwgi pikoti Koala Voice – Vukovi Balladero – Najina                                                | Miley Cyrus – Angels Like You Imelda May – Made to Love Demi Lovato – Dancing with the Devil                                                              |
| 14. | 09. 04. | Okustični – Moja mama Mi2 – Joj, joj, joj Roots in Session ft. Buda – Lockdown                                  | Bruce Springsteen – I'll See You in My Dreams Evanescence – Broken Pieces Shine Ben Howard – What a Day                                                   |
| 15. | 16. 04. | Bo! – Mostovi Eva Pavli – Mižim Emkej – Dadbody                                                                 | Olivia Rodrigo – Deja Vu Pink & Rag'n'Bone Man – Anywhere Away from Here Kali Uchis – Telepatia                                                           |
| 16. | 23. 04. | Dagi ft. Žan Serčič – Daleč od srca Hauptman – Sunlight Maša ft. Klemen Kotar – Začuti                          | Mick Jagger ft. Dave Grohl – Easy Sleazy Jorja Smith – Addicted Royal Blood – Limbo                                                                       |
| 17. | 30. 04. | Bowrain ft. Lilly – While We Were Sleeping Mrfy – Zaljubila Hubert Hrbet – Se vrti                              | Foo Fighters – Chasing Birds Weeknd ft. Ariana Grande – Save Your Tears The Black Keys – Crawling Kingsnake                                               |
| 18. | 07. 05. | zalagasper – xoxo Klon – Dlan v dlan 2B – Pomiri me                                                             | Arlo Parks – Caroline Lord Huron – Mine Forever Billie Eilish – Your Power                                                                                |
| 19. | 14. 05. | Martina – Svila Hamo & Tribute2Love – Lažnivec Neisha – Life je tvoj                                            | Wolf Alice – Smile Coldplay – Higher Power Jessie Ware – Please                                                                                           |
| 20. | 21. 05. | Vazz & Manca Trampuš – Neskončno dolgi objemi KingFoo – The Numbers R Weird Kevin Koradin – Nekoč               | Martin Garrix ft. Bono & The Edge – We Are the People Gibonni – Kiša (Z'naab) Doja Cat ft. SZA – Kiss Me More                                             |
| 21. | 28. 05. | Leopold I. – Edino Urban3some – So Long Nipke – Kdaj bo hit                                                     | Lil Nas X – Sun Goes Down BTS – Butter Leon Bridges – Motorbike                                                                                           |
| 22. | 04. 06. | Jure Lesar – Prihajam domov Ninette – Pusti mi The Crossroads – Broken                                          | Twenty One Pilots – Shy Away Olivia Rodrigo – Good 4 U Manic Street Preachers – Orwellian                                                                 |
| 23. | 11. 06. | Lamai – Tam me najdeš XSKULL8 – Leaves Are Falling Younite – Luči                                               | Billie Eilish – Lost Cause Måneskin – Vent'anni Pocket Palma – Zauvijek                                                                                   |
| 24. | 18. 06. | Amaya – Sanjam sama Kokosy – Planeti se vrtijo freekind. – Problems                                             | John Mayer – Last Train Home Dua Lipa – Love Again Nothing But Thieves – Futureproof                                                                      |
| 25. | 25. 06. | Vlado Kreslin in Kombinatke – Nocoj bomo mi prižgali dan Legende – Zelena dežela Katalena – Ah, le kaj ti povem | Lorde – Solar Power Noel Gallagher's High Flying Birds – We're on Our Way Now Chvrches ft. Robert Smith – How Not to Drown                                |
| 26. | 02. 07. | Tretji kanu – V mestu je vroče Koala Voice – Spaghettification Alenka Godec – Gremo na morje                    | Bastille – Distorted Light Beam London Grammar – Lord, It's a Feeling Ed Sheeran – Bad Habits                                                             |
| 27. | 09. 07. | Martin Martian ft. Neomi – Roadtrip Balladero – Potujem Ekvorna – Mi smo eno                                    | Royal Blood – Oblivion Miley Cyrus ft. Yo-Yo Ma, Chad Smith, Elton John etc. – Nothing Else Matters Foo Fighters – Making a Fire (Mark Ronson Re-Version) |
| 28. | 16. 07. | Joker Out – A sem ti povedal Zmelkoow – Zmagali smo Alo!Stari – Kaj naj zaj nareim                              | Måneskin – Beggin' Big Red Machine & Taylor Swift – Renegade AC/DC – Witch's Spell                                                                        |
| 29. | 23. 07. | Fed Horses – Argentina Big Foot Mama – Normalen (Akustika) 2B – V.I.L.                                          | Billie Eilish – NDA Pocket Palma – More John Legend – Crowd Go Crazy                                                                                      |
| 30. | 30. 07. | Ina Shai – What Is LMBJK – Dovoljene so vse stvari By the Books – RunRun                                        | BTS – Permission to Dance Nina Nesbitt – Summer Fling Sam Fender – Seventeen Going Under                                                                  |
| 31. | 06. 08. | Leonart – Jezdim Nipke – Kako se počutiš Take Off – Črn ples                                                    | Jungle ft. Bas – Romeo Jack Savoretti – Too Much History Post Malone – Motley Crew                                                                        |
| 32. | 13. 08. | Sladica ft. Maya – Neki najlepšga Andraž Hribar – Barčica Corti Collective – Styx                               | Bruno Mars, Anderson Park, SilkSonic – Skate Jungle – Truth The Weeknd – Take My Breath                                                                   |
| 33. | 20. 08. | Jet Black Diamonds – Retro anorak Peron – Norcev čas Krt – Človek spomina                                       | The Killers – Quiet Town Lizzo ft. Cardi B. – Rumors Noel Gallagher's HFB – Flying on the Ground                                                          |
| 34. | 27. 08. | Hoffman – Dom najinih sanj Čedahuči – Odprta knjiga White Stain – Lačni                                         | Lorde – Mood Ring Jake Bugg – About Last Night Wolf Alice – How Can I Make It OK                                                                          |
| 35. | 03. 09. | Happy Ol' McWeasel – Ni predaje Anu – Profite de la vie Lim Smrad in Žila – Panksi iz Ljubljane                 | Halsey – I'm Not a Woman, I'm a God Rag'n'Bone Man – Alone Billie Eilish – Happier Than Ever                                                              |
| 36. | 10. 09. | Ichisan – Gospa Jesen Bo! – Dišiš po morju Netbuse – Heavy                                                      | Chvrches – Good Girls Charli XCX – Good Ones Kacey Musgraves – Justified                                                                                  |
| 37. | 17. 09. | Jadranka Juras – Otroci noči Mistermarsh – Udomačeni primati Mrfy – Prjatučki                                   | Ed Sheeran – Shivers Urban & 4 – Sama Glass Animals – I Don't Wanna Talk (Just Wanna Dance)                                                               |
| 38. | 24. 09. | Sladica ft. Tokac – Dol AKA Neomi – Self Service Koala Voice – Postapokaliptični svet                           | Radiohead – If You Say the Word Papa Roach – Kill the Noise James Blake – Famous Last Words                                                               |
| 39. | 01. 10. | Žena – Gone Neisha ft. Zoran Čalić – Le vkup Skova – Kraj srečnega imena                                        | Placebo – Beautiful James Guns n' Roses – Hard Skool The War on Drugs – I Don't Live Here Anymore                                                         |
| 40. | 08. 10. | Lamai – Kot čutim te jaz Rok Predin – Malo pepela 2B – Vzemi me                                                 | Elton John & Stevie Wonder – Finish Line White Lies – As I Try Not to Fall Apart BTS & Coldplay – My Universe                                             |
| 41. | 15. 10. | Katalena – Kamenkost Sladica ft. Hauptman – Daydreamin' of Cali (Jernej Kržič rmx) Killerface – Grem naprej     | Lil Nas X – That's What I Want Dave Gahan & Soulsavers – Metal Heart Sam Fender – Spit of You                                                             |
| 42. | 22. 10. | Hamer – Po poti sonca Gušti – Še je dobro Jacuzzy Krall – Zdejvčaspogledamnazaj                                 | Killers ft. Phoebe Bridgers – Runaway Horses Adele – Easy on Me Finneas – Love Is Pain                                                                    |
| 43. | 29. 10. | Taja – Sledim sebi Torul – Resonate Leopold I. ft. Hauptman – Pleše po svoje                                    | Olivia Rodrigo – Traitor Bryan Adams – So Happy It Hurts Swedish House Mafia & The Weeknd – Moth to a Flame                                               |
| 44. | 05. 11. | PTČ ft. Ezra – Čs Simpatico – Spremembe Dvajset Dvajset – Življenjska                                           | London Grammar – America Ed Sheeran – Overpass Graffiti Alicia Keys – Best of Me                                                                          |
| 45. | 12. 11. | Tina Marinšek – Protistrup freekind. – R.F.T.S. Eva Pavli ft. Emkej – Juno                                      | Franz Ferdinand – Billy Goodbye Stromae – Sante Post Malone & The Weeknd – One Right Now                                                                  |
| 46. | 19. 11. | Bort Ross – Demoni Jon Vitezič – Utrip Klon – Tvoja igra, tvoj moment                                           | Taylor Swift – All Too Well (Taylor's Version) Lorde – Hold No Grudge Beyonce – Be Alive                                                                  |
| 47. | 26. 11. | Jure Lesar – Malo po malo Los Ventilos – Kaj bo prinesel ta večer Silence – A Moment's Song                     | Arlo Parks – Too Good Silk Sonic – Smokin' Out the Window Rosalia & The Weeknd – La Fama                                                                  |
| 48. | 03. 12. | Tretji kanu – Rio in Anu Argo – Introspekcija Pia Nina – Medey                                                  | Nick Cave & Warren Ellis – We Are Not Alone Self Esteem – I Do This All the Time Eddie Vedder – The Haves                                                 |
| 49. | 10. 12. | Regen – California Lusterdam – Barve premoga so njene oči Younite – Pričakovanja                                | Foo Fighters – Love Dies Young Phoebe Bridgers – Day After Tomorrow White Lies – I Don't Want to Go to Mars                                               |
| 50. | 17. 12. | Iztok Mlakar – Deadline Blues Hamo & Tribute2Love – Vse lepo za vse Bossa De Novo – Twist                       | Michael Bublé − The Christmas Sweater Kelly Clarkson – Christmas Isn't Canceled (Just You) Ed Sheeran & Elton John – Merry Christmas                      |
| 51. | 24. 12. | Bo! – A me čutiš Jet Black Diamonds – Še zadnjič Smaal Tokk – Za usje sam                                       | Johnny Marr – Hideaway Girl AC/DC – Throught the Mists of Time Slash ft. Myles Kennedy & The Conspirators – The River Is Rising                           |
| 52. | 31. 12. | Ninette – Pusti mi Balladero – Najina Sladica ft. Maya – Neki najlepšga                                         | Olivia Rodrigo – Drivers License Greta Van Fleet – Heat Above Halsey – I Am Not a Woman, I'm a God                                                        |

### 2022
| #   | Datum   | Domača | Tuja |
| --- | ------- | --- | --- |
| 1.  | 07. 01. | Pavlov – Kormoran (Nisem moril) Monolits – Prej in potem Drill ft. Amaya – Mladi samo enkrat                | Wolf Alice – Delicious Things The War on Drugs – Change Joss Stone – Never Forget My Love                                                 |
| 2.  | 14. 01. | Tabu – Zmaji Hoffman – Preproste stvari Chateau – Zvezde vedo                                               | James Morrison – Don't Mess with Love Adele – Oh My God The Weeknd – Sacrifice                                                            |
| 3.  | 21. 01. | King Foo – Vse je večno Čedahuči – Dramilo (Zbudi me) Before Time – Črne slike                              | Stromae – L'enfer Muse – Won't Stand Down Beti – Bez ljubavi                                                                              |
| 4.  | 28. 01. | Lamai – Stopinje Vazz – Luna Koala Voice – Silly Plant                                                      | Gayle – ABCDEFU Laura Pausini – Scatola Lana Del Rey – Watercolor Eyes                                                                    |
| 5.  | 04. 02. | Silence – Vihar, vihar Fat Butlers – Tukaj sva Uroš Planinc Group – Najin dan                               | Tove Lo – How Long Elisa – A tempo perso George Ezra – Anyone for You                                                                     |
| 6.  | 11. 02. | Taja – Na novo Suburbian – Tvoji lasje De Liri – Visoko                                                     | Red Hot Chili Peppers – Black Summer Holly Humberstone – London Is Lonely Mahmood & Blanco – Brividi                                      |
| 7.  | 18. 02. | Kiwi Flash – Mafija (Skrivni posli) Le Serpentine – Ostani 2B – Ko gledam                                   | Arlo Parks – Softly PVRIS – My Way The Linda Lindas – Growing Up                                                                          |
| 8.  | 25. 02. | Plateau – Nič vedeti Gušti ft. Leyre – Nova romantika zalagasper – Love Letter                              | Bruno Mars, Anderson .Paak, Silk Sonic – Love's Train Sharon Van Etten – Porta Portugal. The Man – What, Me Worry?                        |
| 9.  | 04. 03. | Marvin & Zarja – 100 strganih strun Hamo & Tribute2Love – Zato ker je mraz K.A.T. & Dacho – Ti              | Florence & The Machine – King Tears for Fears – Break the Man Swedish House Mafia ft. Sting – Redlight                                    |
| 10. | 11. 03. | Batista Cadillac – Mim pravil Happy Ol' McWeasel – Last Good Chance Zoran Predin – In jaz te bom žgečkal    | Avril Lavigne ft. Blackbear – Love It When You Hate Me Eddie Vedder – Brother the Cloud Haim – Lost Track                                 |
| 11. | 18. 03. | Hauptman – Sledim Vlado Kreslin – Včeraj sem sanjal Hoffman – Kdo si                                        | Tove Styrke – Show Me Love Stromae – Fils de joie Dave – Starlight                                                                        |
| 12. | 25. 03. | Paul Grem – Omama AKA Neomi – Wedding Bouquet Zmelkoow – Ke' mona                                           | Arcade Fire – Afterlife Elodie – Bagno a mezzanotte Band of Horses – Warning Signs                                                        |
| 13. | 01. 04. | Bordo – Drevored Bowrain & Brina – Čas je Ember – Sam                                                       | Muse – Compliance Lykke Li – No Hotel Placebo – Sad White Reggae                                                                          |
| 14. | 08. 04. | Lara Love & Sky – O naju zalagasper – oblike oblakov Folk idoli – Moje srce                                 | Harry Styles – As It Was Maren Morris – Humble Quest Liam Gallagher – C'mon You Know                                                      |
| 15. | 15. 04. | Rok Predin – Zlata kravata Joker Out – Barve oceana Jacuzzy Krall – Eno le dva                              | Red Hot Chili Peppers – Not the One Florence and the Machine – My Love Foals – Looking High                                               |
| 16. | 22. 04. | Čedahuči – Če kdo ve, kje je Ditka – Cold Heart Emkej – Ljujezen                                            | Keith Urban – Nightfalls Interpol – Toni The Weeknd – Out of Time                                                                         |
| 17. | 29. 04. | Drevored – Favona Masayah – Ni panike MRFY – Angeli                                                         | Imagine Dragons – Bones Lizzo – About Damn Time Shawn Mendes – When You're Gone                                                           |
| 18. | 06. 05. | Bo! – Iluzija I.C.E. – Kar te dela živega NoAir – Love Indifferent                                          | Jack Harlow – First Class Ed Sheeran – 2Step Sigrid & Bring Me the Horizon – Bad Life                                                     |
| 19. | 13. 05. | Neisha – Dvigam jadra AKA Neomi – Growing Old Kevin Koradin & 2B – Še včeraj                                | Maro – Saudade, saudade Arcade Fire – The Lightning I, II Lady Gaga – Hold My Hand                                                        |
| 20. | 20. 05. | Tina Marinšek – Poveljnik Jure Lesar – Gdč. Blond Panda – Daj mi povej (Zguba)                              | Rammstein – Angst Florence + The Machine – Free Kendrick Lamar – The Heart Part 5                                                         |
| 21. | 27. 05. | Nipke – Skp se mava dobr Jet Black Diamonds – Večvredne romance Hamo & Tribute2Love – Sončen dan            | Harry Styles – Late Night Talking Diana Ross ft. Tame Impala – Turn Up the Sunshine Post Malone ft. Roddy Ricch – Cooped Up               |
| 22. | 03. 06. | Masharik – Stran od oči freekind. – Visualize Gušti – Nikomur ne poveš                                      | Calvin Harris, Dua Lipa, Young Thug – Potion Fabri Fibra, Colapesce, Dimartino – Propaganda George Ezra – Green Green Grass               |
| 23. | 10. 06. | Lamai – Mali strahovi Drone Society – Ellie Glač – Do naslednjič                                            | Muse – Will of the People Jovanotti & Sixpm – I Love You Baby Def Leppard – Kick                                                          |
| 24. | 17. 06. | The Margins – Barve Mrfy – San Francisco Dr Um & Mrigo ft. Semo – Ne pozabi                                 | Lorde – Secrets from a Girl (Who's Seen It All) Paolo Nutini – Through the Echoes Red Hot Chili Peppers – Nerve Flip                      |
| 25. | 24. 06. | Haiku Garden – Levitate Samantha Maya – Adrenalin Leopold I. – Kinderšpil                                   | Foals – 2001 Eminem ft. Ceelo Green – The King and I Drake – Falling Back                                                                 |
| 26. | 01. 07. | Simpatico – Mona Lusterdam – Pikice Alo!Stari – Prie tako leto                                              | Beyoncé – Break My Soul Pixies – There's a Moon On Kacey Musgraves – Can't Help Falling in Love                                           |
| 27. | 08. 07. | Avtomobili – Pridi na obalo Balladero – Marelice Dimek in Davor Klarić & Aleksandra Ilijevski – Saj si moja | Taylor Swift – Carolina Bilderbuch – Baby, dass du es weißt Francesca Michielin – Bonsoir                                                 |
| 28. | 15. 07. | Ana Pupedan – Življenja čaše King Foo – Sometimes I Talk with Myself Ghet x Stalker – Z bloka hit           | King Princess – Change the Locks James Bay – Save Your Love Pale Waves – Jealousy                                                         |
| 29. | 22. 07. | 3:rma – Country Club at Five Eva Pavli – Tuki zdej Regen – Youth                                            | The 1975 – Part of the Band Gorillaz ft. Thundercat – Cracker Island Lola Marsh – Love Me on the Phone                                    |
| 30. | 29. 07. | Futurski – Hoarder misli Manca Berlec – Morje Pliš – Pistacija                                              | Lizzo – 2 Be Loved (Am I Ready) Maggie Rogers – Horses Pink – Irrelevant                                                                  |
| 31. | 05. 08. | Domen Don Holc – Tak je tak bo Tschimy ft. LAV – Molokai Hoffman – Um moje drugo je srce                    | Jack White – A Tip from You to Me Billie Eilish – TV Marcus Mumford – Grace                                                               |
| 32. | 12. 08. | Tretji kanu – Na zadnji julijski dan Peron – Prepih NoAir – Rather                                          | Calvin Harris ft. Normani, Tinashe & Offset – New to You The Killers – Boy Robbie Williams – Lost                                         |
| 33. | 19. 08. | Drago Mislej Mef in NOB – Sputnik Astrid – Hey, Julie Bas in Glas – Politični (u)boj                        | The 1975 – Happiness Jamie T. – The Old Style Raiders Years & Years – American Boy                                                        |
| 34. | 26. 08. | Haiku Garden – Loose Contacts Jet Black Diamonds – Daj le daj YamYam ft. Gaia – Paranoia                    | Paolo Nutini – Radio Aitch, Ed Sheeran – My G Lauv – Stranger                                                                             |
| 35. | 02. 09. | Taja – Čutim ritem Joker Out – Katrina Plateau – Neimenovana                                                | The National ft. Bon Iver – Weird Goodbyes Dove Cameron – Breakfast Elton John & Britney Spears – Hold Me Closer                          |
| 36. | 09. 09. | Fed Horses – Ljubezen SBO ft. Anja Rupel – Salem LUMA – Love Again                                          | Arctic Monkeys – There's Better Be a Mirrorball Muse – You Make Me Feel Like It's Halloween Youngblud – Tissues                           |
| 37. | 16. 09. | I.C.E. – Nepopisan list AKA Neomi – Nočna zver Kühlschrank – V maju                                         | Lewis Capaldi – Forget Me Tiziano Ferro – La vita splendida Suede – She Still Leads Me                                                    |
| 38. | 23. 09. | Bordo – Nebo Đoko – Blok 22 Avtomobili – Dovoli da                                                          | Blackpink – Shut Down Miksu / Macloud & makko – Nachts wach Rina Sawayama – Hold the Girl                                                 |
| 39. | 30. 09. | MRFY – Tobogan Anika Horvat – Vse bo še dobro freekind. – Happiness                                         | Sam Smith ft. Kim Petras – Unholy Joy Oladokun – Purple Haze Red Hot Chili Peppers – Eddie                                                |
| 40. | 07. 10. | BO! – Vseeno Miha Koren ft. Hamo – Song za dobro jutro Plateau – Nova koža                                  | Bruce Springsteen – Do I Love You (Indeed I Do) The Smashing Pumpkins – Beguiled The 1975 – I'm in Love with You                          |
| 41. | 14. 10. | Batista Cadillac – Svet se podira vase Kingreen – Spet Not Exactly Lost – Mala okna                         | Christine and the Queens – rien dire Arctic Monkeys – Body Paint Vianney ft. Ed Sheeran – Call on Me                                      |
| 42. | 21. 10. | Alo!Stari x Emkej − Nea guši Samantha Maya − Yin & Yang Ice on Fire − Zadnji ples                           | blink-182 − Edging Fedez ft. Salmo − Viola Queen − Face It Alone                                                                          |
| 43. | 28. 10. | Klon − Nazaj Drill − Po dežju Maja Založnik − Orion                                                         | Taylor Swift − Anti-Hero Bruce Springsteen − Nightshift Annalisa − Bellissima                                                             |
| 44. | 04. 11. | Masayah – Baby Društvo mrtvih pesnikov in Corcoras – Mraz Zmelkoow – Ko bom prišel spet nazaj               | Rihanna – Lift Me Up Kendrick Lamar ft. Blxst & Amanda Reifer – Die Hard Adele – I Drink Wine                                             |
| 45. | 11. 11. | Vazz – Gotan Project Neisha – Manjkaš mi Kokosy – Lana ne                                                   | Harry Styles – Music for a Sushi Restaurant Pink – Never Gonna Not Dance Again Gorillaz – Baby Queen                                      |
| 46. | 18. 11. | Emkej – Trezn Evol Ai – Rutina Silence – Dead Man                                                           | Steve Lacy – Bad Habit Wet Leg – Chaise Longue Phoenix – After Midnight                                                                   |
| 47. | 25. 11. | Posebni Gostje in Čedahuči − Sam greva! MEF & Narodnoosvobodilni Bend − Kot se zdi Lumberjack − Nisem isti  | Paolo Nutini − Acid Eyes Bruno Mars, Anderson .Paak, Silk Sonic w/ Thundercat & Bootsy − After Last Night Kaiser Chiefs − How 2 Dance     |
| 48. | 02. 12. | Balladero – Toplo Lara Love & Sky – Nisva za skupi Paul Grem – Hladen dan                                   | Metallica – Lux Æterna Phoebe Bridgers – So Much Wine Röyksopp ft. Susanne Sundfør – Stay Awhile                                          |
| 49. | 09. 12. | Lusterdam − Suši Hauptman − Če bi vedel Big Foot Mama − November (v živo Stožice)                           | Lewis Capaldi − Pointless Jovanotti − Se lo senti lo sai Bruce Springsteen − Turn Back the Hands of Time                                  |
| 50. | 16. 12. | AMAYA − Rdeče Jure Lesar − Center freekind. − Good Vibrations                                               | SZA − Nobody Gets Me Elodie − Ok. Respira Dove Cameron − Girl Like Me                                                                     |
| 51. | 23. 12. | Before Time – Omni Fed Horses – Dež je za novo leto Plateau – Levi govorijo                                 | Lana Del Rey – Did You Know That There's a Tunnel Under Ocean Blvd Måneskin – La fine The Weeknd – Nothing Is Lost (You Give Me Strength) |
| 52. | 30. 12. | Masayah – Ni panike Posebni gostje in Čedahuči – Sam greva! Vazz – Gotan Project                            | Harry Styles – As It Was Taylor Swift – Anti-Hero Paolo Nutini – Through the Echoes                                                       |

### 2023
| Datum   | Domača | Tuja |
| ------- | --- | --- |
| 06. 01. | Joker Out – Novi val Funk Fact – Takes Time Žigan Krajnčan – Žar ljubezni                                                                          | Pale Waves – Clean RAYE, 070 Shake – Escapism. The 1975 – About You                                                                  |
| 13. 01. | Maša ft. Klemen Kotar – Ona Hamo & Tribute 2 Love – Pusti mi prižgano luč Dora Tomori – new religion                                               | Maggie Rogers – Shatter U2 – Pride (In the Name of Love) [Songs of Surrender] Sugababes – Today                                      |
| 20. 01. | AKA Neomi – Bakhantka Zmelkoow – Sonja se sanka I.C.E. – Flow                                                                                      | Miley Cyrus – Flowers Taylor Swift – Lavender Haze Elle King – Tulsa                                                                 |
| 27. 01. | LPS – Osem korakov Veronika Nikolovska – Easy KRT – 2020                                                                                           | Iggy Pop – Strung Out Johnny Sans Soucis – All Over This Party Ed Sheeran – F64                                                      |
| 03. 02. | Martin Martian – Sonce Tokac & Emanuela – Ne odhajaj The Crossroads – My Love                                                                      | Gorillaz ft. Adeleye Omotayo – Silent Running Sam Smith – I'm Not Here to Make Friends Black Honey – Heavy                           |
| 10. 02. | Hauptman ft. Iza – Bliže Kiwi Flash – Care sam Itch – Just Don't Let Me Down                                                                       | Zaz – De couleurs vives Arlo Parks – Weightless Rosalía – LLYLM                                                                      |
| 17. 02. | Anomalo – Jutro brez vonja Mate Bro – Lo fi jutro Taja – Za trenutek                                                                               | Depeche Mode – Ghosts Again Marco Mengoni – Due vite Metro Boomin, The Weeknd, 21 Savage – Creepin'                                  |
| 24. 02. | Vazz – Hrbtenica KOKOSY – Lukatova mami Leopold I. – Čizi                                                                                          | Lizzo ft. SZA – Special Lazza – Cenere Beyoncé – Cuff It (Wetter Remix)                                                              |
| 03. 03. | Neisha ft. Matevž Šalehar - Hamo – Res je čudno 2B – Do 5. dimenzije Vlado Kreslin – Skači Marko                                                   | The Weeknd & Ariana Grande – Die for You (Remix) Linkin Park – Lost Alfa – Le cose in comune                                         |
| 10. 03. | Fed Horses – MLAD Nipke – Tvoja revolucija Zoran Predin – Moja prva molitev                                                                        | P!NK – When I Get There Arctic Monkeys – Sculptures of Anything Goes Niall Horan – Heaven                                            |
| 17. 03. | Smetnaki – Hotel mama Mi2 – Le zaspi Lumberjack – Usodna                                                                                           | RAYE – Ice Cream Man. The National – New Order T-Shirt CHVRCHES – Over                                                               |
| 24. 03. | Anja Pavlin & Robert Likar − Meni Happy Ol' McWeasel − 100 Years Drevored − Lovim mladost nazaj                                                    | Florence + The Machine − Just a Girl Miley Cyrus − River Larkin Poe − Bad Spell                                                      |
| 31. 03. | Batista Cadillac ft. Amaya − Pust me do besede The Margins − Krasni nori svet Dare Kaurič & Davor Gobac − Muzika za ples                           | Lana Del Rey − The Grants Peter Fox − Vergessen wie Christine and the Queens − To Be Honest                                          |
| 07. 04. | Thomas March & Vsemirje Collective – Povej, kaj misliš (tišina mi je prenaglas) Alo!Stari – Preživeli smo še eno noč Domen Don Holc – Lucy & Molly | Rina Sawayama – Eye for an Eye Madame – Quanto forte ti pensavo Paolo Nutini – Shine a Light                                         |
| 14. 04. | Hauptman − Lejla Andraž Hribar − Daleč stran Fat Butlers − Vsak trenutek                                                                           | boygenius – Not Strong Enough Gorillaz ft. Stevie Nicks − Oil Drake − Search & Rescue                                                |
| 21. 04. | Folk idoli − Slepa ulica 2 freekind. − Bright Light Tschimy − Perje                                                                                | Daisy Jones & The Six − Let Me Down Easy Greta Van Fleet − Meeting the Master ROSALÍA & Rauw Alejandro − BESO                        |
| 28. 04. | larao − no rules Mate Bro − Preblizu pleševa Hoffman − Ptice sanj                                                                                  | Nothing But Thieves − Welcome to the DCC Post Malone − Chemical Tash Sultana − James Dean                                            |
| 05. 05. | Masayah − Zavedno Pavlov − V ustih bleda AKA Neomi ft. Aleksandra Ilijevski − Vesolje                                                              | The National ft. Taylor Swift − The Alcott Foo Fighters − Rescued Ed Sheeran − Boat                                                  |
| 12. 05. | Joker Out – Carpe Diem Leila Aleksandra – Rajske ptice Avtomobili – Zato ti želim                                                                  | Harry Styles – Satellite Grupo Frontera x Bad Bunny – un x100to Rita Ora ft. Fatboy Slim – Praising You                              |
| 19. 05. | Nenad Kriljiv – Ne glej me Tretji kanu – Naj me odnesejo Revolucija volkov – Bodete kot trni                                                       | Käärijä – Cha Cha Cha Jorja Smith – Little Things Chet Faker – Something Like This                                                   |
| 26. 05. | Ezra – Lik! Dora Tomori – Mosquito Bite Jet Black Diamonds – Strah me je                                                                           | Blur – The Narcissist Lana Del Rey – Say Yes to Heaven Depeche Mode – Wagging Tongue                                                 |
| 02. 06. | EET − Moja igra Ana Soklič − Bohinian Girl, Bohemian Woman Gušti − Kanarčki in orli                                                                | Hozier − Francesca Marco Mengoni, Elodie − Pazza musica Noel Gallagher's High Flying Birds − Council Skies                           |
| 09. 06. | Tabu − Vsak dan Mistermarsh − Umetnost lahke gravitacije Šank Rock − Se še spomniš                                                                 | Taylor Swift ft. Ice Spice − Karma Royal Blood − Mountains at Midnight Dua Lipa − Dance the Night                                    |
| 16. 06. | Zadnji na spisku – Spremembe I.C.E. – A še verjamemo Lumberjack – Sam                                                                              | Arlo Parks – Devotion Miranda Lambert ft. Leon Bridges – If You Were Mine Sam Smith, Madonna – VULGAR                                |
| 23. 06. | KOKOSY − Marija Plateau − Najdem te še kdaj Nick Thermal − Superstar                                                                               | Miley Cyrus − Jaded Greta Van Fleet − Farewell for Now Bastille ft. Ella Eyre − No Angels                                            |
| 30. 06. | Borghesia – Ni upanja, ni strahu (Trg svobode mix) freekind. – Found Love Lamai – Če bila bi ti                                                    | LANY – Love at First Fight Fedez, Annalisa, Articolo 31 – Disco paradise Foo Fighters – Show Me How                                  |
| 07. 07. | Stalker − Volare Andraž Hribar − Prvi ples RANR − french love connection                                                                           | Olivia Rodrigo − vampire Dolly Parton ft. Rob Halford − Bygones Queens of the Stone Age − Emotion Sickness                           |
| 14. 07. | Blaž Mencinger – Teci, teci, teci Koala Voice – The Bigger the City Lean Kozlar Luigi – Nedelja zjutraj                                            | Bully – All I Do Gabriels – Glory Luke Combs – Fast Car                                                                              |
| 21. 07. | 2nite − Ni mi več žou MRFY − Najlepše bitje Taja − Po stranpoteh                                                                                   | The 1975 − Looking for Somebody (To Love) Crystal Fighters − Manifest Post Malone − Overdrive                                        |
| 28. 07. | Bad Lori – happysad Ember – Cukr Špela Cesar – Te mam                                                                                              | Chris Stapleton – White Horse Elle Coves – Summer Jacob Collier – WELLLL                                                             |
| 04. 08. | UM − Pot GossipRadio − Won't Be Fine PTČ − SNAPBACK                                                                                                | Harry Styles − Daylight Billie Eilish − What Was I Made For? Blur − Barbaric                                                         |
| 11. 08. | Imset – Bel vohun ZHA – Midva Zadnji na spisku – Novi cajti                                                                                        | Taylor Swift – I Can See You (Taylor's Version) Greta Van Fleet – The Falling Sky Jorja Smith – GO GO GO                             |
| 18. 08. | Petsto metrov – Dobro jutro Blu.sine – Spet EZRA – LMK                                                                                             | Foo Fighters – Under You Post Malone – Mourning The Linda Lindas – Resolution/Revolution                                             |
| 25. 08. | Đoko – Puli Fat Butlers – Kot je nekoč bilo Neon Jupiter – Zvezdni prah                                                                            | Olivia Rodrigo – bad idea right? Baba Yaga – Baterije Hozier ft. Brandi Carlile – Damage Gets Done                                   |
| 01. 09. | Tschimy – Dialog Torul – We Don't Care Boštjan Meh – Ogenj                                                                                         | The Killers – Your Side of Town The Kolors – Italodisco Guns N' Roses – Perhaps                                                      |
| 08. 09. | No Offence! − Male zmage Jet Black Diamonds − Pridni fantje Demm − Mislim pač, okej?                                                               | Miley Cyrus − Used to Be Young The Rolling Stones − Angry Holly Humberstone − Antichrist                                             |
| 15. 09. | RANR − Dolgo ne Jon Vitezič − Vesolje za dva Sedem dni v maju − Jeans in Puloverka                                                                 | Timbaland, Nelly Furtado, Justin Timberlake − Keep Going Up Duran Duran − Danse Macabre Kylie Minogue − Tension                      |
| 22. 09. | N3 − Sédè Lara Love & Sky − Anima Le Serpentine − Nov začetek                                                                                      | Royal Blood − Shiner in the Dark boygenius − $20 The Struts − Rockstar                                                               |
| 29. 09. | Siddharta – Prepovedana Kiwi Flash ft. UM – 080 Grizl – Nauči se pasti                                                                             | Depeche Mode – My Favourite Stranger Negramaro, Fabri Fibra – Fino al giorno nuovo Róisín Murphy – CooCool                           |
| 06. 10. | Vlado Kreslin – S tabo je izi (Americana) LPS – Insomnia Laibach ft. Donna Marina Martersson – The Engine of Survival                              | U2 – Atomic City Troye Sivan – Got Me Started Bruce Springsteen & Patti Scialfa – Addicted to Romance                                |
| 13. 10. | Regen – Rada znala bi plesati Joker Out – Sunny Side of London zalagasper – Morski psi                                                             | Doja Cat – Paint the Town Red The Rolling Stones ft. Lady Gaga, Stevie Wonder – Sweet Sound of Heaven Rick Astley – Never Gonna Stop |
| 20. 10. | Plateau – Dens! King Foo – Once & Forever GLAČ – Poizkus št. 2                                                                                     | Blink-182 – One More Time Baba Yaga – Alergija Black Pumas – More Than a Love Song                                                   |
| 27. 10. | Tschimy – Polikarbonat Koala Voice – Late for the Party Jure Lesar – Poglej ven, poglej                                                            | The Vaccines – Heartbreak Kid Olivia Rodrigo – get him back! The Libertines – Run Run Run                                            |
| 03. 11. | Bort Ross – K tebi odpeljem svoje srce AKA Neomi – Tenis Krt – Komu je mar                                                                         | Duran Duran ft. Victoria DeAngelis – Psycho Killer Taylor Swift – "Slut!" (Taylor's Version) Lenny Kravitz – TK421                   |
| 10. 11. | Masharik – Brat moj Leonart – Imam vse Tretji kanu – Ali čutiš                                                                                     | UMI – why dont we go The Beatles – Now and Then Q – Changes                                                                          |
| 17. 11. | Alo!Stari x Naja – Glavno, da midva sma skup Bilbi – Dolge luči Rok Predin – Vrtiljak                                                              | Green Day – Look Ma, No Brains! Dua Lipa – Houdini Zach Bryan ft. Kacey Musgraves – I Remember                                       |
| 24. 11. | 2B – Vredno Hollywooda Liamere – Settle Down Zgrešeni primeri – Karkoli                                                                            | Chris Stapleton – South Dakota Måneskin – VALENTINE MGMT – Mother Nature                                                             |
| 01. 12. | Lumberjack − Bela laž Romachild − Matador Imset − Prepad                                                                                           | Gossip − Crazy Again Suede − The Sadness in You, the Sadness in Me Paloma Faith − Bad Woman                                          |
| 08. 12. | MAYA – Vse kar maš Fed Horses – 0.. s teboj I.C.E. – Vikend                                                                                        | Jacob Collier – Witness Me Fizz – Close One Frank Carter & The Rattlesnakes – Brambles                                               |
| 15. 12. | Domen Don Holc – Najeta pištola Masaž – Kardio Kokosy – Mislim nate                                                                                | Alicia Keys – Lifeline Sidecars – Hasta que cierro los ojos Charli XCX & Sam Smith – In the City                                     |
| 22. 12. | Mate Bro – Tista Happy Ol' McWeasel – Somewhere Eni od sedmih milijard – Film za nedolžne                                                          | Jorja Smith – Stay Another Day Noah Kahan – Stick Season Jimmy Fallon & Meghan Trainor – Wrap Me Up                                  |
| 29. 12. | Hauptman − Lejla Masayah − Zavedno Tschimy − Polikarbonat                                                                                          | Gorillaz ft. Adeleye Omotayo − Silent Running Marco Mengoni − Due vite The National ft. Taylor Swift − The Alcott                    |

### 2024
| Datum   | Domača | Tuja |
| ------- | --- | --- |
| 05. 01. | EET – Med odmevi Siddharta – 1Minuta Demm – Spet sem si zaspal                                                    | The Vaccines – Lunar Eclipse Taylor Swift – Is It Over Now? (Taylor's Version) CCOSMO – Tauchen                                      |
| 12. 01. | Leopold I. – Tista zakartana ura Jet Black Diamonds – Belo sonce MRFY – RonRon                                    | Sabrina Carpenter – Feather The Killers – Spirit Ilsey – No California                                                               |
| 19. 01. | ZHA – Sam zdej Hamo & Tribute 2 Love – Ideje boga Thomas March & Vincere Collective – Padam                       | Lewis Capaldi – Strangers Liam Gallagher & John Squire – Just Another Rainbow Troye Sivan – One of Your Girls                        |
| 26. 01. | Kavč – Usedi se z mano Generator – Sentish Ice on Fire – 2024                                                     | Sheryl Crow – Evolution The Black Keys – Beautiful People (Stay High) Ariana Grande – yes, and?                                      |
| 02. 02. | Jure Lesar – Zanimivo je freekind. – Made It Leonart – Sanjam te                                                  | Norah Jones – Running IDLES – Gift Horse Kali Uchis, Peso Pluma – Igual que un ángel                                                 |
| 09. 02. | AKA Neomi – Vroča kopel Masharik – Otroci cvetja Čedahuči – Medved (Ne grem nazaj)                                | Justin Timberlake – Selfish Billy Joel – Turn the Lights Back On Nothing But Thieves – Oh No :: He Said What?                        |
| 16. 02. | LPS – Počakaj me Eightbomb – Gone in 60 seconds Stella – Zločinec                                                 | Geolier – I p' me, tu p' te The Last Dinner Party – The Feminine Urge Mahmood – Tuta Gold                                            |
| 23. 02. | Plateau – Reka Samo Sam – Super fant Anika Horvat – Zvezda                                                        | Kacey Musgraves – Deeper Well Dua Lipa – Training Season Beyoncé – Texas Hold 'Em                                                    |
| 01. 03. | Skova in Skovani – Mestne luči Joker Out – Everybody's Waiting Koala Voice – Tebe imam rajši od drugih            | Kings of Leon – Mustang Kaiser Chiefs – Beautiful Girl Pearl Jam – Dark Matter                                                       |
| 08. 03. | Harpier – Ne pusti Vazz – Ljubljana podtalno Bilbi – Starši                                                       | Djo – End of Beginning SZA – Saturn Twenty One Pilots – Overcompensate                                                               |
| 15. 03. | Lara Baruca – Ko hodiš nad oblaki Kikcs – Okostnjaki Stari pes – Moja                                             | Teddy Swims – Lose Control Nick Cave & The Bad Seeds – Wild God Ye, Ty Dolla $ign – Carnival                                         |
| 22. 03. | Niet – Tema rjove skozi mesto Alo!Stari – Spali bomo te ko bomo mrtvi Zmelkoow – Še dobro                         | Justin Timberlake – No Angels Mew – Posatenebre Zayn – What I Am                                                                     |
| 29. 03. | Koala Voice – Vest Romachild – Vzem si ga Fed Horses – Tudi to je življenje                                       | Olivia Rodrigo – Obsessed Hozier – Too Sweet Lizzy McAlpine – I Guess                                                                |
| 05. 04. | EMBER – Katarza Maša in Klemen – Včasih Big Foot Mama – Obseden z njo                                             | Beyonce & Miley Cyrus – II Most Wanted Geolier & Ultimo – L'ultima poesia Moby & Lady Blackbird – Dark Days                          |
| 12. 04. | 2B – Pustolovsko srce Žile – Rečem kar mislm BOOOM! – Avantura                                                    | Glass Animals – Creatures in Heaven Future, Metro Boomin, Kendrick Lamar – Like That Benson Boone – Cry                              |
| 19. 04. | Vesna – Čisto počasi Jet Black Diamonds – Vlak Regen – Suburbia                                                   | Kings of Leon – Split Screen Dua Lipa – Illusion The Black Keys – On the Game                                                        |
| 26. 04. | Plateau – Mali princ KiNG FOO – Something to Remember AKA Neomi ft. Štras – Težišče                               | Vampire Weekend – Mary Boone Taylor Swift ft. Post Malone – Fortnight Teddy Swims – The Door                                         |
| 03. 05. | Babooni ft. Jena – Enkrat bo v redu Maja Keuc – Labirint Jure Lesar in Krila ptice – Lep dan                      | Cigarettes After Sex – Dark Vacay bnkr44, Pino D'Angiò – Ma che idea Pearl Jam – Wreckage                                            |
| 10. 05. | Lara Baruca – Nabiram zvezde Kiwi Flash – Spušča se sonce Tin Božič – Kruh in mortadela                           | The Last Dinner Party – Sinner Dua Lipa – These Walls Sabrina Carpenter – Espresso                                                   |
| 17. 05. | Yoko Nono – Se ti zdi? Masharik – Skupaj Harpier – Grem nazaj                                                     | Kings of Leon – Nowhere to Run Carbonne – Imagine Post Malone ft. Morgan Wallen – I Had Some Help                                    |
| 24. 05. | Hamo & Tribute 2 Love – Mali mož (Čao sonce) Kokosy – Srce Društvo mrtvih pesnikov – X sonca                      | Billie Eilish – Lunch La Rappresentante di Lista – Paradiso Noah Kahan, Post Malone – Dial Drunk                                     |
| 31. 05. | Masayah – Cigaret Cona40 – SmPlanet Maja Keuc – Mavrične oči                                                      | Twenty One Pilots – The Craving The Kolors – Karma Rag'n'Bone Man – What Do You Believe In?                                          |
| 07. 06. | Buržuazija – Hint Boštjan Dermol – Sonce Liquid Gasoline – Neznan                                                 | Eminem – Houdini Lenny Kravitz – Paralyzed Foster the People – Lost in Space                                                         |
| 14. 06. | Ichisan – Vertigo Gušti – Nehati ne nehati Kontradikshn – Vesolje posodil kolegu                                  | Billie Eilish – Chihiro Meduza, OneRepublic, Leony – Fire Cigarettes After Sex – Baby Blue Movie                                     |
| 21. 06. | Ember – Enosmerna Gramatik ft. Eric Krasno & Nigel Hall – Queen Eva Pavli ft. Majlo 27 – S tabo                   | Miley Cyrus – Psycho Killer The Offspring – Make It All Right Tananai, Annalisa – Storie brevi                                       |
| 28. 06. | Vazz – 24 Koala Voice – Sonce pomaranča 2nite – Tebi bi pel                                                       | Sabrina Carpenter – Please Please Please Laura Pausini – Il primo passo sulla lunat Fontaines D.C. – Favourite                       |
| 05. 07. | Leopold I. – Skada Prismojeni profesorji bluesa – Devil Got Me Shakin' Romachild – Ujemi dan                      | Kings of Leon – Actual Daydream Coldplay – feelslikeimfallinginlove Travis – Bus                                                     |
| 12. 07. | Herkylees – Woki Toky Martin Martian ft. Fed Horses – Ljubezen je Siddharta – Satelita                            | Pet Shop Boys – A New Bohemia Bnkr44 – Estate 80 Kasabian – Darkest Lullaby                                                          |
| 19. 07. | Hauptman – Jutro Tinkara Kovač & Tokac – Love song 2024 Yoko Nono – Kim                                           | Childish Gambino – Lithonia Baba Yaga – Piroman Zach Bryan – 28                                                                      |
| 26. 07. | Emkej ft. Žan Videc – Predober Maja Keuc – Zmaji Tretji kanu – Daj mi en poljub                                   | Quavo & Lana Del Rey – Tough Deep Purple – Lazy Sod Angelina Mango ft. Marco Mengoni – Uguale a me                                   |
| 02. 08. | The Margins – Mali planeti Astrid & The Scandals – Release Me Kavč – Komaj čakam da zaspiš                        | Post Malone ft. Luke Combs – Guy for That Billie Eilish – Birds of a Feather James Bay ft. The Lumineers & Noah Kahan – Up All Night |
| 09. 08. | Žan Videc – Neznano Jet Black Diamonds – Sladki problemi Anika Horvat & Lara Baruca – Danes je vse                | Teddy Swims – Apple Juice Khalid – Heatstroke Shaboozey – A Bar Song (Tipsy)                                                         |
| 16. 08. | LPS – Nekaj novega Zgrešeni primeri – Vse bi dal Blaž Mencinger – Kako naj ti povem?                              | Jack White – That's How I'm Feeling Maggie Rogers – The Kill The Killers – Bright Lights                                             |
| 23. 08. | Smaal Tokk – Gdw je Ferdo? Tina Marinšek – Umazane posode KOMPARA – Gori nebo, ti plešeš z mano                   | Lady Gaga, Bruno Mars – Die with a Smile Snow Patrol – All Chappell Roan – Good Luck, Babe!                                          |
| 30. 08. | Nipke – Igrišča ne damo Regen – Hollywood Love Natriletno kolobarjenje s praho – Eno na sto                       | Hozier – Nobody's Soldier Taylor Swift – I Can Do It with a Broken Heart Benson Boone – Pretty Slowly                                |
| 06. 09. | Žena – Vidm te Bowrain – Hit the Bottom MRFY – palipali                                                           | Blink-182 – All in My Head Bruce Springsteen – She Don't Love Me Now Zedd ft. John Mayer – Automatic Yes                             |
| 13. 09. | Vazz – Navaden dan Jure Lesar in Krila ptice – Zmagovalec Emkej – Sama                                            | Finneas – For Cryin' Out Loud! Sabrina Carpenter – Taste Linkin Park – The Emptiness Machine                                         |
| 20. 09. | Buržuazija – Paris Čedahuči – Ogenj zagori, ko dva sta si nasproti Đoko – Prozori                                 | Sting – I Wrote Your Name (Upon My Heart) Jungle – Let's Go Back Nick Cave & The Bad Seeds – Song of the Lake                        |
| 27. 09. | Romachild – Dvigni glas Masharik – Na dnu morja Kontradikshn – Sladkamala                                         | The Weeknd – Dancing in the Flames Diodato – Molto amore Leon Bridges – Laredo                                                       |
| 04. 10. | Neisha – Visoko Drevored – Gibam se Tinkara Kovač – Predzadnja laž                                                | The Cure – Alone Larkin Poe – If God Is a Woman Franz Ferdinand – Audacious                                                          |
| 11. 10. | Mef – Ne bom ti pisal pesmi Siddharta – Mir Haiku Garden – Kahuka                                                 | Kylie Minogue – Lights Camera Action Pinguini Tattici Nucleari – Romantico ma muori U2 – Country Mile                                |
| 18. 10. | Koala Voice – Kam gre sreča Liquid Gasoline – Utrip MRFY – Tonemo                                                 | The Linda Lindas – All in My Head Cesare Cremonini – Ora che non ho più te Teddy Swims – Bad Dreams                                  |
| 25. 10. | RANR – Nič ni za zmeraj Vlado Kreslin ft. Leopold I. – Moja draga se rada slika Demm – Ti pa misliš, da je smešno | Rosé & Bruno Mars – Apt. The Offspring – Ok, But This Is the Last Time Bon Iver – S P E Y S I D E                                    |
| 01. 11. | Tina Marinšek – Preden bo prepozno Blu.sine – Biti sonce Blaž Mencinger – Ti si sreča                             | Billie Eilish – Wildflower Tananai – Ragni The Cure – A Fragile Thing                                                                |
| 08. 11. | Jet Black Diamonds – 4 od 10 Plateau – Žalostno dekle 2B – Slaba ideja                                            | Gigi Perez – Sailor Song Shawn Mendes – Heart of Gold Gracie Abrams – That's So True                                                 |
| 15. 11. | Emkej – Marleybor zalagasper – Med in mleko Mi2 – Hin                                                             | Sade Adu – Young Lion Lenny Kravitz – Honey Lady Blackbird – Like a Woman                                                            |
| 22. 11. | Zgrešeni primeri – Še en dan Joker Out – Stephanie Monolits – Naj bo lepo                                         | Sam Fender – People Watching Linkin Park – Two Faced Inhaler – Your House                                                            |
| 29. 11. | Delta Riff – Duhovi Jure Lesar in Krila ptice – Prej al slej Ember – Razgaljena                                   | Lulu Gainsbourg – Turbulences The Amazons – Pitch Black LiK – Krevet                                                                 |
| 06. 12. | Avtomobili – Potujemo Hauptman – Če bi vedel (Izštekani) Cona40 – Chilly                                          | Sabrina Carpenter – Bed Chem Stromae, Pomme – Ma meilleure ennemie Maggie Rogers – In the Living Room                                |
| 13. 12. | Yoko Nono – Tvoj kreten Čao Portorož – Slovenec Društvo mrtvih pesnikov – Vojno se igrava                         | ROSÉ – Number One Girl Zucchero – Amor che muovi il Sole Kendrick Lamar – Not Like Us                                                |
| 20. 12. | Romachild ft. Tomi M. – Otroka v dežju Liamere – Prospects King Foo – Nov nor čas                                 | Leon Bridges – That's What I Love Elodie, Tiziano Ferro – Feeling The Wombats – Sorry I'm Late, I Didn't Want to Come                |
| 27. 12. | Bordo – Dokler se svet ne zdani Lara Baruca – Padava Vlado Kreslin – Kdo bo šel                                   | Michael Kiwanuka – The Rest of Me RAYE – Oscar Winning Tears James Bay – Hope                                                        |

### 2025
| Datum   | Domača | Tuja |
| ------- | --- | --- |
| 03. 01. | Vazz – Ljubljana podtalno Koala Voice – Tebe imam rajši od drugih Kokosy – Srce                                                            | Billie Eilish – Wildflower Sam Fender – People Watching ROSÉ & Bruno Mars – APT.                                                         |
| 10. 01. | Dacho – Bulevar Niet & Vijolice – V bližini ljudi 2Brothers & The Others – Kaj pa če                                                       | Kendrick Lamar & SZA – Luther Timothée Chalamet – Like a Rolling Stone Franz Ferdinand – Night or Day                                    |
| 17. 01. | Natriletno kolobarjenje s praho – Ne bom te več Krshkopoljac – Hej, hej Lim smrad in žila – Isti                                           | Doechii – Denial Is a River Lola Young – Messy SZA – BMF                                                                                 |
| 24. 01. | Plateau – Ti bi še naprej Dora Tomori – Far from Apathetic Telegram – Tvoje barve                                                          | Mumford & Sons – Rushmere Chappell Roan – Pink Pony Club Damiano David – Born with a Broken Heart                                        |
| 31. 01. | Mate Bro – Preblizu pleševa (Iturk Simbolika rmx) Laibach – I Want to Know What Love Is Jet Black Diamonds – Valovi (Live from Kino Šiška) | Mac Miller – Funny Papers Abraham Alexander & Adrian Quesada – Like a Bird The Cure – All I Ever Am                                      |
| 07. 02. | Cherry Flavoured – Obraz Generator – Jasno je nebo EET – Kar se ne pove                                                                    | Kacey Musgraves – The Architect Jovanotti – Fuorionda Sam Fender – Arm's Length                                                          |
| 14. 02. | Big Foot Mama – Adijo metulji Astrid & The Scandals – Touché Kontradikshn – Večna                                                          | The Weeknd – Open Hearts James Bay ft. Jon Batiste – Sunshine in the Room Inhaler – A Question of You                                    |
| 21. 02. | Jon Vitezič – Vse ti dam 3:rma ft. Merrick Winter – Serenades Leopold I. – Srebrne niti                                                    | Lady Gaga – Abracadabra The Black Keys – The Night Before Lisa ft. Doja Cat & Raye – Born Again                                          |
| 28. 02. | Harpier – Počakaj me July Jones – New Religion Mrfy – Helo                                                                                 | Vendredi sur Mer – Tout résonne Zartmann – Tau mich auf Marracash – Gli sbandati hanno perso                                             |
| 07. 03. | Gušti – Ljubezen osvobaja Borna Turner – Same besede Elvis Jackson – Do It Again                                                           | Karla Sofía Gascón & Zoe Saldaña – El Mal Selena Gomez, benny blanco, Gracie Abrams – Call Me When You Break Up Olly – Balorda nostalgia |
| 14. 03. | Ari – Ne vračaj se Emkej ft. Oto Pestner – Hladn Mi2 – Mokra radost                                                                        | Doechii – Anxiety The Weeknd, Justice – Wake Me Up Lizzo – Love in Real Life                                                             |
| 21. 03. | Mrfy – Goff Ranr – I Swear Krshkopoljac – Berlin                                                                                           | Jennie & Dua Lipa – Handlebars Bishop Briggs – Woman Is King Haim – Relationships                                                        |
| 28. 03. | Tabu – O teh stvareh Cona40 – Ona Anika Horvat – Rožnata očala                                                                             | Chappell Roan – The Giver Coma_Cose – Posti vuoti Bryan Adams – Make Up Your Mind                                                        |
| 04. 04. | Romachild – Vse gre v eno Masharik – Tujec Kühlschrank – Skozi čas                                                                         | The Black Keys – Babygirl Mumford & Sons – Caroline Stereophonics – Seems Like You Don't Know Me                                         |
| 11. 04. | Čao Portorož – Tu tu tu tu tu tu tu Haiku Garden ft. Malidah – 300.000 Christine – Angel                                                   | Miley Cyrus – End of the World Sam Fender – Something Heavy Elton John & Brandi Carlile – Little Richard's Bible                         |
| 18. 04. | Yoko Nono – Ne kliči Tina Marinšek ft. Dora Tomori – Ljubezen Plateau – Love don't mean a thing                                            | Ed Sheeran – Azizam The Marías – Back to Me Bruce Springsteen – Rain in the River                                                        |
| 25. 04. | Leopold I. – Škrt Jure Lesar in Krila ptice – Na drugi strani Telegram – V prepolni sobi                                                   | Lana Del Rey – Henry, Come On Green Day – Smash It Like Belushi Bon Iver – There's a Rhythmn                                             |
| 02. 05. | Kokosy – Ljubezen oveni Stalker – Sonce Ezra – Nerabm besed                                                                                | Pulp – Spike Island Lorde – What Was That Garbage – There's No Future in Optimism                                                        |
| 09. 05. | Zgrešeni primeri – Tisti dan Ranr – Sončne oči Cherry Flavoured – Tebe ni in mene ni                                                       | Benson Boone – Mystical Magical Pinguini Tattici Nucleari ft. Max Pezzali – Bottiglie Vuote Myles Smith – My First Heartbreak            |
| 16. 05. | Tabu – Bonbon Before Time – Zate Dear Annie – Red Dress                                                                                    | Arcade Fire – Year of the Snake Skunk Anansie – Animal Ed Sheeran – Old Phone                                                            |
| 23. 05. | Rudi Bučar – Lačn bluz Neisha – Nama besede so čist odveč Joker Out – Muzika za decu                                                       | Lola Young – One Thing Laufey – Tough Luck Cmat – Running/Planning                                                                       |
| 30. 05. | Lusterdam ft. Rebeka Kopčič – Sva ležala Superhuman Goats – Jadram Klon – Nič ni tako, kakor se zdi!                                       | Pearl Jam – Future Days Nina Chuba – Unsicher Robbie Williams ft. Tony Iommi – Rocket                                                    |
| 06. 06. | Delta Riff – Razpad srca Peter Lovšin – Marš za mir Cosmo Daivat – Moher                                                                   | Miley Cyrus – Easy Lover Alfa ft. Manu Chao – A me mi piace Lorde – Man of the Year                                                      |
| 13. 06. | Generator – Kej si Christine – SSA YDAVID ft. AKA Neomi – Nihil Semper Floret (Nihče za vedno ne cveti)                                    | The Black Keys – No Rain, No Flowers Levante – Maimai Teddy Swims – God Went Crazy                                                       |
| 20. 06. | Rok Predin – Gremo po gobe Maša in Klemen – Oprosti Hamo & Tribute 2 Love – Ej ĐPT dej mi povej                                            | Sabrina Carpenter – Manchild Ed Sheeran – Sapphire Little Simz – Young                                                                   |
| 27. 06. | Emkej – Potrebn Klemen – Is Anybody Out There? Jure Lesar – Dokler ne pride noč                                                            | Mark Ronson, Raye – Suzanne Lykke Li – Into My Arms Leon Bridges – Hold On                                                               |
| 04. 07. | Vazz ft. Manca Trampuš & Laren Polič Zdravič – Mozaik Drill – Gladiator Harpier – 2000 let                                                 | Sam Fender ft. Olivia Dean – Rein Me In Blanco – Maledetta rabbia Biffy Clyro – A Little Love                                            |
| 11. 07. | Tinkara Kovač & Uroš Cingesar – Ni ga več časa Zha – Če bila bi ti Ranr – Ne reci                                                          | Haim – All Over Me Frah Quintale – Lampo Benson Boone – Mr. Electric Blue                                                                |
| 18. 07. | Kokosy – Js & Irena The Margins – Preludij Babooni – A bo vedno vse lepo?                                                                  | Muse – Unravelling Jovanotti – Occhi a cuore Twenty One Pilots – The Contract                                                            |
| 25. 07. | Slon in Sadež – Krk, Malinska Hauptman ft. Alja – Close my eyes Leonart – Ne sprašuj zakaj                                                 | YUNGBLUD – Ghosts Lorde – Shapeshifter Lewis Capaldi – Survive                                                                           |
| 01. 08. | Regen – Jaz in ti Jon Vitezič – Padava Jet Black Diamonds – Kje ste vsi?                                                                   | Olivia Dean – Nice to Each Other Nine Inch Nails – As Alive as You Need Me to Be sombr – Undressed                                       |
| 08. 08. | Kompara – Romantik Masayah – Comme ci comme ça Mehanika – Komedija                                                                         | Chappell Roan – The Subway Renee Rapp – Mad Hayley Williams – Glum                                                                       |
| 15. 08. | LPS – Perry Šesti – Zmeden Liquid Gasoline – Strah                                                                                         | Wolf Alice – The Sofa Robbie Williams – Spies Bleu Soleil ft. Luiza – Soleil Blue                                                        |

### Izvajalci z vsaj 10 popevkami tedna
Domači izvajalci od septembra 2011.
| Št. | Izvajalec             | Popevke tedna |
| --- | --------------------- | --- |
| 23  | Hamo & Tribute 2 Love | Rožice, Dejva bit čist bliz, Scotch, Pol, Greva še mal dlje, Tiho (ft. Vlado Kreslin), Nazaj, Telo, Zabluzu, Vreme za lubezen, Ona gre, Dolgo nisva pila (ft. Rudi Bučar), Lepe stvari, Pomlad, Kje gori, Prva vrsta, Srce ne more več, Vse lepo za vse, Zato ker je mraz, Sončen dan, Pusti mi prižgano luč, Ideje boga, Mali mož (Čao sonce) |
| 14  | MRFY                  | Klic, Always (Če te najdem), Ti dam, Umru zate, Tebe, Omama, BBY, Zaljubila, Prjatučki, Angeli, San Francisco, Tobogan, Tonemo, Goff |
| 13  | Emkej                 | Probej razumet, Rdeče oči, Lažete (X Roots in Session), Veš, kaj bi ti mogo, Airplane Mode, Oblast, Fokus, Dadbody, Juno (Eva Pavli ft.), Ljujezen, Trezn, Sama, Potrebn |
| 11  | Neisha                | Vzemi me, Zvezdni prah, Vrhovi, Bežim, Božična, Prihaja maj, Neko drugo tisočletje, Pismo papežu, Le vkup (ft. Zoran Čalić), Dvigam jadra, Visoko |
| 11  | Siddharta             | Samo edini, Immitation of Life, Bonsai (Tribal), Ledena, Piknik, Strele v maju (ft. Urban), Dolga pot domov, Medrevesa, A.M.L.P., Blizu, Mir |
| 11  | Mi2                   | Brez obžalovanj, Še en dan, Vstati in obstati, Stara duša, Čista jeba, Beli grad, Proklete vijolice, Adam in Eva, Midva, Joj, joj, joj, Hin |
| 11  | Tabu                  | Hvala za ribe, Nekoč, nekje (2×), Male vojne, Greva dol, Prvi zadnji, Hodi sam, Love sistem, Zmaji, Vsak dan, Bonbon |
| 10  | Los Ventilos          | Ne gledam nazaj (ft. Tokac), Punca, Odpri ventile (ft. Grega Skočir), Med vdihom in izdihom (ft. Omar Naber), Pod črto, Svet na rami, Kako naj dokažem, Jeseni, Hvala za ovce, Kaj bo prinesel ta večer |